# Liste der Kulturdenkmale in Paunsdorf
Die Liste der Kulturdenkmale in Paunsdorf enthält die Kulturdenkmale des Leipziger Stadtteils Paunsdorf, die in der Denkmalliste vom Landesamt für Denkmalpflege Sachsen mit Stand 2017 erfasst wurden.

## Legende
- Bild: Bild des Kulturdenkmals, ggf. zusätzlich mit einem Link zu weiteren Fotos des Kulturdenkmals im Medienarchiv Wikimedia Commons. Wenn man auf das Kamerasymbol klickt, können Fotos zu Kulturdenkmalen aus dieser Liste hochgeladen werden:
- Bezeichnung: Denkmalgeschützte Objekte und ggf. Bauwerksname des Kulturdenkmals
- Lage: Straßenname und Hausnummer oder Flurstücknummer des Kulturdenkmals. Die Grundsortierung der Liste erfolgt nach dieser Adresse. Der Link (Karte) führt zu verschiedenen Kartendiensten mit der Position des Kulturdenkmals. Fehlt dieser Link, wurden die Koordinaten noch nicht eingetragen. Sind diese bekannt, können sie über ein Tool mit einer Kartenansicht einfach nachgetragen werden. In dieser Kartenansicht sind Kulturdenkmale ohne Koordinaten mit einem roten bzw. orangen Marker dargestellt und können durch Verschieben auf die richtige Position in der Karte mit Koordinaten versehen werden. Kulturdenkmale ohne Bild sind an einem blauen bzw. roten Marker erkennbar.
- Datierung: Baubeginn, Fertigstellung, Datum der Erstnennung oder grobe zeitliche Einordnung entsprechend des Eintrags in der sächsischen Denkmaldatenbank
- Beschreibung: Kurzcharakteristik des Kulturdenkmals entsprechend des Eintrags in der sächsischen Denkmaldatenbank, ggf. ergänzt durch die dort nur selten veröffentlichten Erfassungstexte oder zusätzliche Informationen
- ID: Vom Landesamt für Denkmalpflege Sachsen vergebene, das Kulturdenkmal eindeutig identifizierende Objekt-Nummer. Der Link führt zum PDF-Denkmaldokument des Landesamtes für Denkmalpflege Sachsen. Bei ehemaligen Kulturdenkmalen können die Objektnummern unbekannt sein und deshalb fehlen bzw. die Links von aus der Datenbank entfernten Objektnummern ins Leere führen. Ein ggf. vorhandenes Icon  führt zu den Angaben des Kulturdenkmals bei Wikidata.

## Kulturdenkmale in Paunsdorf
| Bild                                    | Bezeichnung                                 | Lage                                        | Datierung | Beschreibung | ID       |
| --------------------------------------- | ------------------------------------------- | ------------------------------------------- | --- | --- | -------- |
| Direkt Bild zu diesem Denkmal hochladen | Wohnhaus                                    | Am Bauernteich 8 (Karte)                    | um 1850 (Wohnhaus) | Wohnhaus; eingeschossiges Gebäude mit Putzfassade und Krüppelwalmdach, gehört zur dörflichen Ortskernbebauung, wissenschaftlich-dokumentarischer Wert, Zeugnis ländlicher Baukultur | 09292240 |
| Direkt Bild zu diesem Denkmal hochladen | Wohnhaus                                    | Am Bauernteich 14 (Karte)                   | um 1820 (Bauernhaus) | Wohnhaus eines Bauernhofes; Lehmbau mit Fachwerk und Putzfassade, wohl ehemaliges Bauernhaus, Bestandteil der alten Ortskernbebauung, stadtteilentwicklungsgeschichtlich und baugeschichtlich von Bedeutung Der kleine giebelständige Wohnhausbau im alten Paunsdorfer Ortskern entstand wohl um 1820 aus massiven Lehmmauern im Erdgeschoss und oberem, heute verputztem, Fachwerkstock, zeitgleich vermutlich auch das schmale aber lange Seitengebäude (Stall). Bauantrag für eine Böttcherwerkstatt mit Stall erging 1890 unter Hinzuziehung des Baugewerkers Wilhelm Kubasch. 1937 ließ Gustav Müller ein Bad sowie Wasserspülaborte in den Wohnungen einbauen. Architekt und Baumeister Theodor Hofmann reichte die Planunterlagen an das Baugeschäft Johannes Hofmann zur gefälligen Umsetzung weiter. Im 1877 für Johann Gottlieb Müller entstandenen Waschhaus- und Rollraumgebäude (Entwurf und Ausführung durch den Bautechniker C. Schumann) wurde zwischen 1965 und 1967 eine Garage eingerichtet. Eines der ältesten erhaltenen Gebäude in Paunsdorf, baugeschichtlich und stadtteilentwicklungsgeschichtlich bedeutsam. LfD/2012 | 09292498 |
| Direkt Bild zu diesem Denkmal hochladen | Mietshaus                                   | Am Bauernteich 19 (Karte)                   | 1894–1895 (Mietshaus) | Mietshaus in geschlossener Bebauung; Wohn- und Gewerbebau mit Tordurchfahrt, Laden und Klinkerfassade, baugeschichtlich und ortsteilentwicklungsgeschichtlich von Interesse Am 4. April 1894 stellte Louis Schröder den Bauantrag für ein Vorderwohnhaus, ein Schlachthausgebäude mit Pferdestall und ein kleines Waschhaus. Zeichnungen lieferte das ausführende Baugeschäft Georg Schumann. Mitte März 1895 konnten die fertig gestellten Wohnungen bezogen werden: zwei Wohnungen in jeder Etage mit Korridor, Küche, Stube und zwei Kammern sowie je eine ungewöhnlich geschnittene Mittelwohnung, die nur aus Stube, Kammer und Küche bestand. In dieser Wohnung wurde sogar auf einen kleinen Flur verzichtet – hinter der Wohnungseingangstür lag direkt die Stube. Im Erdgeschoss wegen der Durchfahrt nur eine Wohneinheit sowie eine Ladenwohnung. Ab 1901 ist Fleischermeister Edmund Knoblauch Grundstücksbesitzer und Nutzer der Gewerberäume. Nur dreigeschossig streckt sich das neunachsige Gebäude in die Breite, mit harmonisch gegliederter Putzfassade über späterem Kachelsockel. Reicher Stuckdekor über den Fenstern des ersten Obergeschosses sowie an der Traufe – hier ein Fries zwischen Löwenkopf-Konsolen, in Teilen erhalten ist die einfache Ausstattung. Prachtvoller Historismusbau im Ortserweiterungsgebiet mit baugeschichtliche Wert. LfD/2012 | 09292499 |
| Weitere Bilder                          | Mehrfamilienhäuser                          | Am Bauernteich 21 (Karte)                   | 1920–1923 (Mehrfamilienwohnhaus) | Fünf Mehrfamilienhäuser (Anschriften: Am Bauernteich 21, Am Röschenhof 14 und Döllingstraße 4/6/8) einer Wohnanlage, mit zwei Vorgärten und Hofpflasterung; kleine Wohnanlage mit zwei Durchgängen, baugeschichtliches Zeugnis der Ortsteilentwicklung in der Zeit der großen Wohnungsnot nach dem Ersten Weltkrieg | 09303896 |
| Weitere Bilder                          | Mehrfamilienhäuser                          | Am Röschenhof 2; 4; 6 (Karte)               | 1930–1931 (Wohnanlage), um 1925 (Transformatorenstation) | Mehrfamilienhäuser einer Wohnanlage, mit Grünfläche im Hof und Hofpflaster sowie Transformatorenstation; Putzbau mit Klinkergliederung, Zeugnis der Ortsteilentwicklung, baugeschichtlich bedeutsam Das Wohnungsfürsorgeamt der Stadt Leipzig beauftragte den Architekten William Jonas mit Entwürfen und das städtische Hochbauamt mit deren Umsetzung für ein zu errichtendes Gruppenhaus in unmittelbarer Nähe zum Paunsdorfer Rathaus. Für die Ausführung 1930/1931 kamen Baumeister Rudolf Penser unter Vertrag sowie die Fa. Stahlbetonbau Fritzsche & Müller. Alle Wohnungen sollten den gleichen Grundriss erhalten, der Kellerbereich im Haus jeweils eine Waschküche, das Dach enthielt nur Bodenkammern und Trockenräume. Farblich akzentuiert wurde die einfache Putzfassade durch weiß gestrichene Fenster, Treppenhausfenster in orangem Farbton sowie blau zu fassende Dachrinnen und Fallrohre, was in reizvollem Kontrast zu den roten Biberschwänzen der Eindeckung stand. Zeittypische Eisenklinker verblenden den hohen Sockelbereich, der bis zu den Fensterbänken des Erdgeschosses reicht. Sparsam werden diese Steine auch als Dekoration an den Ecken eingesetzt. Die einfache Ausstattung des „Sozialen Wohnungsbaus“ ist erhalten, ebenso die in der Erbauungszeit charakteristische Grünflächengestaltung. Zeitgleich mit dem Wohngebäude entstand auf dem Grundstück die Trafostation 55 als Massivbau für die Direktion der städtischen Elektrizitätswerke in Leipzig, Bauleitung durch die Maschinen- und heizungstechnische Abteilung des städtischen Betriebsamtes in Leipzig. Nach 2001 Sanierung. Als Zeugnis städtischen sozialen Wohnungsbaus baugeschichtlich und sozialgeschichtlich von Interesse, die Lage in unmittelbarer Nähe zu Rathaus und Kirche Paunsdorf ortsbildcharakterisierend. LfD/2013 | 09294540 |
| Weitere Bilder                          | Mietshaus                                   | Am Röschenhof 8 (Karte)                     | 1912–1914 (Mietshaus) | Mietshaus in halboffener Bebauung; baugeschichtliches Zeugnis der Ortsteilentwicklung in der Zeit der Reformstilarchitektur Für das in halboffener Bebauung konzipierte Wohngebäude legte Architekt und Baumeister Arthur Jäger aus Wurzen im Mai 1913 geänderte Pläne vor, das unter der Bauleitung von Otto Jäger in der Zeitspanne Dezember 1913 und Juni 1914 aufgeführt wurde. Alle Wohnungen des Zweispänners mit drei Zimmern, Küche und Korridor, der linke Strang zusätzlich mit Bad und Innen-WC. Ursprünglich war ein herrschaftliches Haus geplant gewesen mit nur einer großen Wohnung pro Etage. Eine weitere Wohnung war im Dachgeschoss vorgesehen und rechts im Erdgeschoss eine Büronutzung angedacht. 2001 Antrag für Sanierung, Dachgeschossumbau und den Anbau von Balkonen. Die Putzfassade im Stil der Reformarchitektur mit zweigeschossigem Polygonalerker und akzentsetzendem Zwerchgiebel, unter anderem erhalten sind Haustür und Treppenhaus. Es ist ein baugeschichtlicher und ortsteilgeschichtlicher Wert für das in unmittelbarer Nähe zum Paunsdorfer Rathaus stehende Gebäude zu konstatieren. LfD/2013 | 09294541 |
| Weitere Bilder                          | Mietshaus                                   | Am Röschenhof 10 (Karte)                    | 1912 (Mietshaus) | Mietshaus in geschlossener Bebauung; verputzter Wohnhausbau mit baugeschichtlicher Bedeutung „Die vordere Ansicht soll in modernem Putzbau mit teilweise bildnerischem Schmuck hergestellt werden“ bemerkt der bauleitende Leipziger Architekt Max Burkhardt in seinem Antragsschreiben für ein 1912 zu errichtendes Wohngebäude. Als Bauunternehmerin tritt Frau Johanna Hecht auf, der Ausführende was Adolph Heßlich. Pro Etage liegen hinter der axialsymmetrisch aufgebauten Fassade je zwei Wohnungen mit zwei Zimmern, Kammer, Küche mit angrenzendem Balkon sowie Vorsaal. Toiletten noch über das Treppenhaus. Im Jahr 1928 erfolgt der Einbau von zwei Wohnungen im Dachgeschoss im Auftrag von Johanna Rosine Ernestine geb. Hecht nach Planunterlagen von Architekt Wilhelm Becker. 1914 übrigens war das Haus im Besitz von Getreidehändler Karl Hecht und ab 1. Mai 1937 von Lina Martha ehl. Schmidt geb. Hackeschmidt. Die ehemals zurückhaltende Eleganz der Fassadengestaltung setzt sich im Inneren mit der erhaltenen Ausstattung fort. Erhalten sind unter anderem die Haustür mit geschliffenen Gläsern, zwei Gemälde im Eingangsbereich, Treppenhaus und Wandfliesen. Sanierung wohl 1994/1995, allerdings mit wenig Gespür für den Charakter des Hauses. In unmittelbarer Nähe zum Paunsdorfer Rathaus errichtetes Mietshaus mit baugeschichtlichem und ortsteilentwicklungsgeschichtlichem Wert. LfD/2013 | 09294542 |
| Weitere Bilder                          | Mietshaus                                   | Am Röschenhof 12 (Karte)                    | 1911 (Mietshaus) | Mietshaus in geschlossener Bebauung; verputzter Wohnhausbau als Zeugnis der Ortsteilentwicklung in der Zeit der Reformstilarchitektur, bauhistorischer Wert Ein teilweise noch Fachwerkstock besitzendes zweigeschossiges Wohngebäude sollte 1905 abgebrochen und an dessen Stelle ein neues Wohnhaus gesetzt werden. Eine Umsetzung dieses Entwurfes von Architekt und Baumeister Carl Schumann erfolgte jedoch nicht und erst 1911 unternahm Karl Anton Rößger einen neuerlichen Anlauf. Der Auftrag für Entwurf, Ausführung und Bauleitung ging an den Paunsdorfer Architekten Carl Ihme, der übrigens Mitglied des Sächsischen Heimatschutzes war. 1920 kamen Pläne für den Ausbau des 3. Obergeschosses für zwei Wohnungen zur Vorlage (Notwohnungen) und 1934 erfuhr die zweite Dachgeschosswohnung eine Erweiterung. Unter dem dunkelroten Doppeldach des Hauses war eine elegant dekorierte Edelputzfassade über Granitsockel mit selten so zu findenden straßenseitigen Loggien vorgesehen. Dazwischen gespannt ein schwach vortretender Mittelrisalit mit vierachsigem Zwerchhaus. Zur erhaltenen Ausstattung gehören u. a. das Treppenhaus und Wandkacheln im Eingangsbereich. In Nähe des neuen Paunsdorfer Rathauses gelegenes Reformstilgebäude mit baugeschichtlichem Wert. LfD/2012 | 09294543 |
| Weitere Bilder                          | Mehrfamilienhäuser                          | Am Röschenhof 14 (Karte)                    | 1920–1923 (Mehrfamilienwohnhaus) | Fünf Mehrfamilienhäuser (Anschriften: Am Bauernteich 21, Am Röschenhof 14 und Döllingstraße 4/6/8) einer Wohnanlage, mit zwei Vorgärten und Hofpflasterung; kleine Wohnanlage mit zwei Durchgängen, baugeschichtliches Zeugnis der Ortsteilentwicklung in der Zeit der großen Wohnungsnot nach dem Ersten Weltkrieg | 09303896 |
| Weitere Bilder                          | Apelstein Nr. 40 (V)                        | An den Theklafeldern (Karte)                | bezeichnet 1863, mehrmals umgesetzt und erneuert, letzte (Gedenkstein)                                                                                                | Apelstein an einer Kleingartensparte am Ende der Straßenlage, Kopie des Gedenkstein mit Aufschriften als behauener Monolith zur Erinnerung an die Kämpfe der Völkerschlacht bei Leipzig 1813, englische Raketenbatterie unter dem Engländer Richard Bogue (1782–1813), geschichtlich von Bedeutung, Erinnerungswert | 09262145 |
| Direkt Bild zu diesem Denkmal hochladen | Gartenlaube                                 | An den Theklafeldern (Karte)                | um 1890/1900 (Gartenlaube) | Historische Gartenlaube (Nr. 17 im Gang 3) einer Kleingartenanlage; baugeschichtliches Zeugnis für die Entwicklung der Kleingärtnerbewegung in Paunsdorf | 09262146 |
| Weitere Bilder                          | Wohnhaus                                    | An den Theklafeldern 1 (Karte)              | 1862 (Wohnhaus) | Wohnhaus in offener Bebauung mit Anbau, ehemaliges Gasthaus Feldschlösschen Paunsdorf; der Putzbau als Gaststätte baugeschichtlich und städtebaulich bedeutsam, mit Erinnerungswert Kurzer geschichtlicher Abriss: 1862 erging der Bauantrag für ein Wohnhaus und Stallgebäude durch den Maurergesellen Friedrich Wilhelm Dietze und seine Ehefrau Friederike geb. Müller, die das Grundstück als Ackerland von Schwager und Gutsbesitzer Friedrich Ferdinand Dietze erworben hatten. Das zweigeschossige Haus entstand durch Maurermeister Carl Gäbler aus Neusellerhausen und den Leipziger Zimmermeister Voigt „am nördlichen Ende des Dorfes zwischen dem Tauchaer und dem Plößener Communicationsweg“. Für einen Anbau am linken Giebel zur Vergrößerung des Locals und dessen Verbindung mit der Gaststube wird Maurermeister Heinrich Walther um die Jahreswende 1868/1869 unter Vertrag genommen. Aus den Händen von Schankwirt Friedrich Wilhelm Dietze gerät das Gasthaus an Restaurateur Petzsche (1897 genannt), 1914 an Gastwirt Johann Karl Hermann Franke, Franks Erben und Helmut Scholz. Letzterer lässt 1955 das ehemalige Gesellschaftszimmer der Gaststätte Feldschlößchen zu einer zweiten Wohnung umbauen. Sanierung und Umbau des Hauses in den Jahren 1999–2001 durch Matthias Walther, der auch die Entwürfe zeichnete. Noch immer markiert das kleine Anwesen mit zweigeschossigem verputztem Wohnhaus nebst Anbau den Rand der Paunsdorfer Ortslage. Im Erfassungsjahr 1996 waren beinahe sämtliche Fenster ebenso wie Teile der Innenausstattung original erhalten. Das ehemalige eingeschossige Wirtschaftsnebengebäude wurde 1999 abgebrochen. Baugeschichtlich und städtebaulich bedeutsam, mit Erinnerungswert. Heutige Nutzung als Pension | 09262025 |
| Direkt Bild zu diesem Denkmal hochladen | Mietshaus                                   | Barbarastraße 8 (Karte)                     | 1881–1882 (Mietshaus) | Mietshaus in ehemals halboffener Bebauung; Wohngebäude mit Putzfassade und dezentem spätklassizistischem Dekor, baugeschichtlich und ortsteilentwicklungsgeschichtlich bedeutsam Maurermeister Heinrich Walther errichtete für den Gutsbesitzer Ferdinand Dietze im Jahr 1881/1882 ein Wohnhaus sowie 1881 ein Hofgebäude, in dem neben einer Tischlerwerkstatt auch Holzställe, Waschhaus und Privets untergebracht waren. Mitten im Bauablauf ging das Grundstück in den Besitz des Tischlers Ludwig Hermann Bernhard Genth über, der im April 1882 zusätzlich ein Rollhaus beantragte. Dieses erfuhr 1890 eine Umnutzung zur Werkstatt. 1919 Pläne von Architekt Gustav Bobach zu verschiedenen Um- und Ausbauten, die nicht zur Umsetzung gelangten. Noch 1922 entstanden drei neue Abtritte im Hof für die Mieter des Vorderhauses, bevor 1937 am Mietshaus selbst ein Abortanbau erfolgte (Architekt Max Schumann im Auftrag von Tischlermeister Ernst Burkhardt). Umbau des linken Ladens 1957–1958 zu Wohnraum in Bauträgerschaft des Tischlermeisters Kurt Burkhardt. Der verputzte kleine Handwerkerbau in halboffener Bebauung mit jeweils zwei Wohnungen pro Geschoss und dezentem spätklassizistischem Dekor über den Fensterverdachungen im 1. Stock, Zugang über den Hof. Zum Erscheinungsbild gehören ferner der Bruchstein-Ziegel-Sockel sowie Stockgesims und Sohlbänke aus Sandstein. Baugeschichtlich bemerkenswertes Haus der Gründerjahre. LfD/2012 | 09292532 |
| Direkt Bild zu diesem Denkmal hochladen | Mietshaus                                   | Barbarastraße 16 (Karte)                    | 1894 (Mietshaus) | Mietshaus in halboffener Bebauung; mit Tordurchfahrt und ehemals mit Laden, klinkerverkleideter Wohnhausbau als baugeschichtliches Zeugnis der Verstädterung des Ortsteils Das Baugeschäft von Georg Schumann brachte 1894 das Projekt eines dreigeschossigen Wohnhausbaus und eines rückwärtigen Waschhaus- und Werkstattgebäudes für den Tischler Johann Paul Uslaub zur Ausführung, von 1897 existieren Pläne für die Übersetzung des über winkelförmigem Grundriss erbauten Nebengebäudes sowie ebenda zur Einrichtung einer Notwohnung im Jahr 1929. Als Grundstücksbesitzer folgten Franziska Alma Uslaub und 1923 der Treibriemenfabrikant Arthur Gustav Sparfeld, 1997 Ausreichung der denkmalschutzrechtlichen Genehmigung für eine beabsichtigte Sanierung. Im Erdgeschoss des Wohngebäudes Einfahrt und ehemals eine Ladenwohnung, in den Obergeschossen jeweils zwei kleine Wohnungen, allerdings mit jeweils nur einem Abort für zwei Parteien im Treppenhaus. Eine Fassaden-Akzentuierung erfuhr die Beletage durch reichere Fensterrahmungen und Stuckdekorplatten unter den Sohlbänken. Die Traufe mit Zahnschnittleiste und Stuckkonsolen. Ortsbauentwicklungsgeschichtlich bedeutsam. LfD/2012 | 09292534 |
| Direkt Bild zu diesem Denkmal hochladen | Wohnhaus                                    | Barbarastraße 18 (Karte)                    | 1877 (Wohnhaus) | Wohnhaus in offener Bebauung; verputzter, typisch vorstädtischer Gründerzeitbau, baugeschichtlich bedeutsam Der Maurer Johann Gottlob Uslaub fungierte als Bauherr und Ausführender für den kleinen zweigeschossigen, nur fünfachsigen Wohnhausbau in der damaligen Albertstraße. Jeweils zwei Wohnungen pro Etage besaßen lediglich Stube, Kammer, Küche, für alle Mieter standen nur zwei Aborte im Nebengebäude zur Verfügung, dass für Waschhaus, Holzställe und Wagenschuppen zeitgleich 1877 mit dem Vorderhaus entstand. Emil Ramke unternimmt als späterer Eigentümer, unterstützt durch das Baugeschäft Ernst Hoffmann, Umbauten im Seitengebäude (1930, 1937). Seine Witwe lässt 1949–1950 die Hoffront des Vordergebäudes im Dachgeschossbereich aufmauern. Mit seiner schlichten Putzfassade, Sandsteinsohlbänken und dem ziegelgedeckten Satteldach entspricht das Haus dem Typus der vorstädtischen Mietsgebäude in den 1860er Jahren. Abbruch des Daches wohl 2005. Eines der ersten Wohnhäuser im Ortserweiterungsgebiet, baugeschichtlich von Bedeutung. LfD/2012 | 09294545 |
| Weitere Bilder                          | Mietshaus                                   | Barbarastraße 24 (Karte)                    | 1901–1902 (Mietshaus) | Mietshaus in halboffener Bebauung in Ecklage, mit Hofpflaster und seitlicher Toreinfahrt; klinkerverkleideter Wohnhausbau mit Eckladen, in exponierter städtebaulicher Situation, baugeschichtlich von Bedeutung Buchbindermeister Paul Sperling stellte den Bauantrag für ein Geschäfts- und Wohngebäude am 22. Mai 1901, für Ausführung, Statikberechnung und Bauleitung war zunächst der Maurermeister und Architekten Paul Kratz aus Wurzen vorgesehen. Neuerliche Pläne, unterzeichnet von Architekt Gustav Bobach, gelangten im September zur Einreichung und bis Juni 1902 zur Umsetzung. Bobach übernahm im Folgenden die Bauleitung während die Ausführung der Fa. von Adolph Heßlich angetragen wurde. Eine Waschküche wurde unterm Dach eingerichtet für alle Bewohner der drei pro Etage eingerichteten Wohnungen. An der verbrochenen Ecke der Zugang zu einem Laden, für den 1913 Umgestaltungspläne aktenkundig sind. In den Jahren 1929/1930 ließ Paul Sperling im Hof eine kleine Buchbinderwerkstatt durch Adolph Heßlich errichten, der Entwürfe des Baumeisters, Architekten und Bauanwalts Reinhold Kretzschmar aus Leipzig-Connewitz zugrunde legte. Infolge der Versagung eines viergeschossigen Gebäudes entstand der recht wirkungsvolle Eckbau mit nur drei Stockwerken, Klinkerfassade über verputztem Erdgeschoss mit reichem historistischem Stuckdekor sowie einer drei Achsen umfassenden verputzten Eckgestaltung. Neben der zeittypischen Ausstattung sind u. a. schmiedeeiserne Maueranker erhalten. Das Gebäude liegt in Nähe des Paunsdorfer Gemeindeamtes und gegenüber dem großzügigen Schulgebäude und besitzt daher eine besondere städtebaulich Funktion neben seinem baugeschichtlichen und ortsentwicklungsgeschichtlichen Wert. LfD/2012 | 09292535 |
| Weitere Bilder                          | Mietshaus                                   | Barbarastraße 26 (Karte)                    | 1911–1912 (Mietshaus) | Mietshaus in halboffener Bebauung in Ecklage, mit Vorgarten; verputzter Wohnhausbau mit Eckladen als baugeschichtliches Zeugnis der Reformstilarchitektur Erst 1888–1889 hatte Handelsgärtner Friedrich Karl Eduard Moritz aus Volkmarsdorf ein Wohngebäude nebst Waschhaus mit Holzstall durch Maurermeister Heinrich Walther errichten lassen – schon 1911 erging ein neuer Bauantrag für ein Eckwohnhaus mit Waschhaus durch Friedrich Albert Fuchs. Ein neuerliches Gesuch im Frühjahr 1912 nennt Schneidermeister Max Emil Rost als Unternehmer. Die von Architekt Ernst Schumann gefertigten Pläne erfuhren durch den Paunsdorfer Architekten Carl Ihme eine Überarbeitung. Das im Dezember 1912 fertiggestellte Haus an der ehemaligen Ecke Schul- und Albertstraße mit jeweils drei Wohnungen pro Etage und einer Ladenwohnung mit Zugang über die nur im Erdgeschoss verbrochene Ecke. Zwerchhausgiebel prägen beide Straßenfassaden und recht geschickt wird der Übergang von der vier- zur dreigeschossigen Bebauung in der schmaleren Seitenstraße vollzogen, Putzfassade mit wenigen Reformstil-Dekorelementen. Die Ausstattung in Teilen erhalten, u.a. die eiserne Kellerschranke, das Treppenhaus und Fußbodenfliesen im Eingangsbereich. Städtebaulich wirkungsvoller Eckbau, ortsbaugeschichtlich bedeutsam. LfD/2012 | 09262129 |
| Weitere Bilder                          | umgebaute Fabrik                            | Böttgerstraße 1 (Karte)                     | 1897–1898 (Fabrik), 1923 (Pförtnerhaus und Fahrradschuppen) | zu Wohnungen umgebaute Fabrik (Anschriften: Böttgerstraße 1, Johannes-Kärner-Straße 2a/2b und Riesaer Straße 53a), mit Hofgebäude (Anschrift: Johannes-Kärner-Straße 2), Nebengebäude an der Böttgerstraße, Hofpflasterung und Vorgarten; stattliches Gebäude mit Klinkerfassade, Zeugnis der Ortsentwicklung, stadtbildprägend, einer der ersten Stahlbetonbauten in Sachsen | 09262120 |
| Weitere Bilder                          | Mietshaus                                   | Böttgerstraße 2 (Karte)                     | 1906–1907 (Mietshaus) | Mietshaus in halboffener Bebauung in Ecklage (bauliche Einheit mit Riesaer Straße 55), mit Einfriedung und Vorgarten; Inschrift »LSR« am Erdgeschoss, wirkungsvoller Putzbau in städtebaulich bemerkenswerter Lage, baugeschichtlich bedeutsam, mit der Gaststätte einhergehend Erinnerungswert Ein Café mit Konditoreibetrieb sollte im Erdgeschoss des 1906 beantragten Eckwohngebäudes Platz finden, Bauherren waren Karl Friedrich Wilhelm Anders, Max Hugo Reis und Max Emil Rost. Zunächst stand Architekt Gustav Bobach unter Vertrag für Entwurf, Bauleitung und Statik, wenige Zeit nach Baubeginn im Mai 1907 übernahm dies Architekt Ernst Schumann. Lange betrieb die Leipziger Bierbrauerei zu Reudnitz Riebeck & Co AG eine Gaststätte in den Räumen des ehemaligen Cafés. Beide ausgesprochen malerischen Entwürfe zeigen durch verschiedene Putzarten charakterisierte Fassaden über komplett sandsteinverkleidetem Erdgeschoss, eine durch prächtigen Turmaufsatz über einem Erker akzentuierte Ecke und vom Jugendstil beeinflussten Baudekor. Die Mietshausausstattung ist weitgehend erhalten. Dazugehörig Riesaer Straße 55. Städtebaulich wichtiger Baukörper an der Ausfallstraße, baugeschichtliches Zeugnis im Paunsdorfer Ortserweiterungsgebiet, Erinnerungswert, pittoreskes Beispiel für den „Burgenstil“ im Mietshausbau der Jahrhundertwende. LfD/2012 | 09262117 |
| Weitere Bilder                          | Doppelmietshaus                             | Böttgerstraße 4; 6 (Karte)                  | 1908–1909 (Doppelmietshaus) | Doppelmietshaus in offener Bebauung mit Vorgarten; wirkungsvoller freistehender Putzbau mit baugeschichtlichem Wert Der etwas unglenk erscheinende Entwurf für ein 1908 bis 1909 zu errichtendes Doppelwohngebäude stammt vom Architekten Ernst Schumann, der von Schneidermeister Max Emil Rost und Kaufmann Wilhelm Anders unter Vertrag genommen worden war. Theodor Schirmer zeichnete vermutlich als Ausführender, in der Akte zur Nummer 4 wird Rost als der Ausführende und Bauleiter genannt. Im März 1996 (für Nummer 6) und Dezember 1998 (Nummer 4) Vorlage von Plänen für einen weiteren Dachgeschossausbau durch die Nürnberger Treuconsult Vermögensverwaltungs GmbH sowie dem Siegfried-Axtmann-Ingenieurbüro, Balkonanbau im Jahr 2001. Unterschiedliche Putzstrukturen gliedern die ansonsten schmucklose Fassade des dreigeschossigen Hauses, Teile der historischen Ausstattung sind jeweils erhalten. Baugeschichtliches Dokument des Paunsdorfer Ortserweiterungsgebietes, stadtteilentwicklungsgeschichtliches Zeugnis. LfD/2012 | 09262116 |
| Weitere Bilder                          | Mietshaus                                   | Böttgerstraße 8 (Karte)                     | 1907 (Mietshaus) | Mietshaus in halboffener Bebauung, mit Vorgarten und Einfriedung; verputzter Wohnhausbau im Übergang vom Jugend- zum Reformstil, ortsteilentwicklungsgeschichtlich bedeutsam Der Bauantrag für das dreigeschossige Wohngebäude wurde im April 1907 von Architekt Ernst Schumann im Eigenauftrag vorgelegt und bis Oktober auch eigenhändig umgesetzt. Pro Etage waren in jeder der beiden Wohnungen zwei Stuben, Kammer, Küche nebst Küchenbalkon eingerichtet. Aborte lagen im Treppenhaus, in der zweiten Jahreshälfte des Antragsjahres entstand zudem ein heute nicht mehr existierendes Roll- und Waschhausgebäude. In den Jahren 2002/2003 Sanierung und Balkonanbau im Auftrag der Pegasus Domo Bauträger GmbH in Achern. Hinter einem umfriedeten schmalen Vorgarten zeigt sich die heute geglättete Putzfassade mit wenigen Kunststein-Gliederungselementen, ehemals sorgten verschiedene Putzarten für ein angenehmes Erscheinungsbild. Die Ausstattung des Hauses ist in Teilen erhalten. Baugeschichtliches Zeugnis der gründerzeitlichen und historistischen Ortserweiterung. LfD/2012 | 09262115 |
| Direkt Bild zu diesem Denkmal hochladen | Mietshaus                                   | Böttgerstraße 9 (Karte)                     | 1907–1909 (Mietshaus) | Mietshaus in halboffener Bebauung mit Vorgarten; Mietshausbau aus dem ersten Jahrzehnt des 20. Jahrhunderts mit Klinkerfassade, baugeschichtlich von Interesse Karl Friedrich Wilhelm Anders und Max Rost beantragten im April 1907 die Erbauung eines Wohngebäudes und eines Waschhauses, die Baugenehmigung wurde zwölf Monate später erteilt. Unter der Leitung des Baumeisters Ernst Schumann wurden die Pläne des Architekten Gustav Bobach durch die Firma des Baumeisters Theodor Schirmer bis April 1909 umgesetzt. Zunächst war in den beiden oberen Geschossen jeweils nur eine Wohnung vorgesehen, was jedoch im Dezember 1908 geändert wurde. Nunmehr enthielten alle Etagen zwei Wohnungen mit Stube, zwei Kammern, Küche, Vorsaal und Podestaborten. Für die Fassade musste eine Erklärung zur Fassadeneinheitlichkeit des Drillingshauses unterzeichnet werden. Arno Keller beabsichtigte 1938 den Neuverputz der Putzflächen. Straßenseitig besitzt nur das Parterre einen Verputz, zwischen Natursteinsockel aus Rochlitzer Porphyrtuff und den mit gelben Blendklinkern gestalteten Obergeschossen. Leichte Betonung der beiden mittleren Achsen, die Ausstattung größtenteils erhalten. Im Mietshausensemble des Ortserweiterungsgebietes von baugeschichtlicher Relevanz, wissenschaftlich-dokumentarischer Wert. LfD/2012 | 09262113 |
| Weitere Bilder                          | Mietshaus                                   | Böttgerstraße 10 (Karte)                    | 1907 (Mietshaus) | Mietshaus in halboffener Bebauung, mit Vorgarten und Einfriedung; verputzter Wohnhausbau mit baugeschichtlichem und ortsteilentwicklungsgeschichtlichem Wert Maurermeister Arthur Fichtner übernahm 1907 in Personalunion die Erbauung eines zweispännigen Mietshauses mit flächig strukturierter Putzfassade. In jeder Wohnung zwei straßenseitig gelegene Stuben, zum Hof eine Kammer, die Küche mit Küchenbalkon sowie Treppenhausaborte. Zeitgleich entstand im Hof ein kleines, heute nicht mehr vorhandenes Waschhaus. Am 21. November 1949 wurde nachträgliche Genehmigung zu einer Dachgeschosswohnung erteilt. Der Putzbau mit Putzgliederung bildet mit dem Nachbarhaus Nummer 8 eine architektonische Einheit. Zum Zeitpunkt der Erfassung 1996 waren Teile des Vorgartenzaunes noch erhalten, die Ausstattung vom Beginn des 20. Jahrhunderts ist teilweise noch vorhanden. Ortsentwicklungsgeschichtliche und baugeschichtliche Bedeutung. LfD/2012 | 09262114 |
| Direkt Bild zu diesem Denkmal hochladen | Mietshaus                                   | Böttgerstraße 11 (Karte)                    | 1907–1908 (Mietshaus) | Mietshaus in geschlossener Bebauung mit Vorgarten; bemerkenswerter klinkerverkleideter Wohnhausbau vom Beginn des 20. Jahrhunderts, baugeschichtlich von Interesse Symmetrischer Fassadenaufbau, ein Zwerchhaus über schwach vortretendem Mittelrisalit und etwas später Jugendstildekor charakterisieren den Entwurf für ein Mehrfamilienwohngebäude, das zwischen Mai 1907 und Oktober 1908 durch Theodor Schirmer ausgeführt wurde. Bauherren waren Carl Friedrich Wilhelm Anders und der Schneidermeister Max Rost, die sowohl den Architekten Gustav Bobach als auch den Architekten Ernst Schumann in die Planungen einbezogen. Bobach lieferte die statischen Berechnungen und Schumann einen Fassadenentwurf für den Häuserblock, der die Nummern 9 und 13 mit vorsah. Pro Etage vorgesehen waren zwei Wohnungen mit zwei Stuben, Kammer, Küche, Vorsaal und Toiletten im Treppenhaus. Von Seltenheitswert eine „Stube für die Winterfenster“ neben Trockenboden und Bodenkammern unter der Dachdeckung sowie größere durch bearbeiteten Sandstein verkleidete Partien an der straßenseitigen Fassade. Nennbare Besitzer waren Minna Marie verw. Anders geb. Pilz und Miteigentümer sowie ab 1. April 1933 der Lagerist Kurt Keller aus Leipzig-Neustadt. Die Ausstattung weitgehend erhalten, 1/2013 u. a. noch originale Jalousieblenden, Haustür und Türen in den Wohnungen. Künstlerisch bemerkenswerter Mietshausbau im Ortserweiterungsgebiet Paunsdorf, baugeschichtlicher Wert. LfD/2013 | 09262112 |
| Weitere Bilder                          | Mietshaus                                   | Böttgerstraße 13 (Karte)                    | 1905 (Mietshaus) | Mietshaus in halboffener Bebauung mit Vorgarten; klinkerverkleidetes Wohngebäude als Zeugnis der Ortsteilentwicklung, Baugeschichtswert Ein verputztes Erdgeschoss zwischen Kunststeinsockel und verklinkerten Obergeschossen kennzeichnet die Fassade des 1905 von Friedrich Wilhelm Petersohn als Bauherr und Ausführendem erstellten Wohngebäudes. Pläne für den Zweispänner mit zwei Stuben, einer Kammer, Küche und Vorsaal in jeder Wohnung lieferte der Architekt Gustav Bobach. Nachbarn waren Friedrich Wilhelm Böttger und Carl Gottfried Böttger, mit denen Erklärungen für gemeinschaftlich genutzte Giebel unterzeichnet wurden. Eine von Martin Böttger 1930 beantragte Dachgeschosswohnung kam letztlich erst 1939 durch Baumeister und Architekt Alfred Apel zur Ausführung. Schwach tritt ein zweiachsiger Mittelrisalit vor, gliedern Kunststeinelemente sowie zwei kunstvoll geschmiedete Maueranker die Fassade, auffallend die eleganten Stuck-Jugendstilkonsolen an der Traufe. Vorgelagert ist eine kleine Grünfläche. Ortsentwicklungsgeschichtlich und baugeschichtlich von Wert. LfD/2012 | 09262111 |
| Weitere Bilder                          | Doppelmietshaus                             | Böttgerstraße 15 (Karte)                    | 1904–1906 (Doppelmietshaus) | Doppelmietshaus (mit Döllingstraße 38) in halboffener Bebauung in Ecklage und Vorgarten; verputzter Eckbau mit bemerkenswerter Innenausstattung, baugeschichtlich von Interesse Von März 1904 bis zur Gestattung der Ingebrauchnahme im Oktober 1906 dauerte das Projekt für ein Doppelmietshaus in repräsentativer Ecksituation, Bauherren waren Kaufmann Carl Friedrich Wilhelm Anders, Max Hugo Reiß und der Schneidermeister Max Emil Rost. Zwei eingereichte Pläne 1904 und 1905 wurden jeweils versagt, erst ein neuerlich überarbeiteter Entwurf des auch mit der Bauleitung beauftragten Architekten Gustav Bobach kam 1906 zur Umsetzung. Zwei Wohnungen kamen in der Döllingstraße 38 zur Einrichtung während im Eckhaus Böttgerstraße 15 drei Wohnungen in jeder Etage für Mieter zur Verfügung standen. Die repräsentative Fassade von 1904/1905 erfuhr im hernach zur Ausführung gelangten Entwurf eine Reduktion des Dekors. Eine besondere Akzentuierung erfährt die Putzfassade im ersten Obergeschoss u. a. durch erlesenen Jugendstildekor und kräftige Kunststeinformteile über den Fenstern. Leider ist der konzipierte Turm über der verbrochenen Ecke nicht erhalten. Im Dezember 1995 wurde Bauantrag gestellt für Sanierung und das Einbauen von vier Wohnungen im Dachgeschoss. Dipl.-Ing. Architekt Tibor Todt aus Köln agierte für Frau Uta Nickel aus Leipzig. Bemerkenswerter Eckbau, baugeschichtlich und ortsentwicklungsgeschichtlich bedeutsam. LfD/2013 | 09262108 |
| Weitere Bilder                          | Mietshaus                                   | Böttgerstraße 20 (Karte)                    | 1906 (Mietshaus) | Mietshaus in halboffener Bebauung (bauliche Einheit mit Nr. 22), mit Vorgarten und Einfriedung; baugeschichtlich bedeutsamer Wohnhausbau mit Putz-Klinker-Fassade, Zeugnis der Ortsteilentwicklung Zwischen Mai und November des Jahres 1906 wurde der dreigeschossige Mietwohnungsbau für den Privatmann Friedrich Albert Fuchs errichtet. Architekt M. E. Reichardt lieferte die Pläne und Baumeister H. Oehlschlegel besorgte deren Umsetzung. Pro Etage liegen zwei Wohnungen jeweils mit zwei Stuben, einer Kammer, Küche, Gang und der Abtritt im Treppenhaus. Grundrissänderungen für einen Bädereinbau sowie Wohnraumgewinnung im Dachgeschoss erfolgten im Zusammenhang mit einer Sanierung 1996 für Dr. Uwe Kubisch aus Naunhof. Die Fassade ist mit Klinkerblendern, Kunststeinelementen und verschiedenen Putzarten strukturiert, die bemerkenswerte Vorgarteneinfriedung aus Kunststeinformteilen und zwischengespannten eleganten schmiedeeisernen Gittern ist nur noch rudimentär. Als Zeugnis der Ortsteilentwicklung ist das Haus im Erweiterungsgebiet baugeschichtlich und ortsgeschichtlich von Bedeutung. LfD/2012 | 09262110 |
| Weitere Bilder                          | Mietshaus                                   | Böttgerstraße 22 (Karte)                    | 1906 (Mietshaus) | Mietshaus in halboffener Bebauung in Ecklage (bauliche Einheit mit Nr. 20), mit Einfriedung und Vorgarten; ehemals mit Eckladen, Putz-Klinker-Fassade, baugeschichtlich und ortsteilentwicklungsgeschichtlich bedeutsam Der Bauantrag für ein Wohnhaus erging im April 1906 durch den Privatmann und Bauherren Friedrich Albert Fuchs, der den Architekten M. E. Reinhardt für die Entwurfszeichnungen und die ausführenden Arbeiten gewinnen konnte. Am 6. November erging der Bescheid zur Gestattung der Ingebrauchnahme. Ende 1912 reichte Fuchs Pläne für den Umbau der „Ecke für Schankbetrieb ein, was einen Umbau des Eckladens zur Folge haben sollte. Pläne für ein Nebengebäude zur Nutzung als Pferdestall, Futterraum und Schlachthausgebäude hatte Architekt Gustav Bobach“ bereits 1909 gezeichnet. Im Übrigen war das Mietshaus als Dreispänner konzipiert. Der Antrag für den Einbau einer Dachgeschosswohnung datiert vom 7. Mai 1928 und ist wieder von Fuchs unterzeichnet sowie dem entwerfenden Architekten Georg Schumann. Erst ein neuerlicher Antrag von Emma verw. Fuchs zeitigte Erfolg, Entwurf nun von Friedrich Harmeyer, Bauleitung durch den Architekten Curt Rost. Gestattung der Ingebrauchnahme zum Ende Mai 1929. Im Februar 1937 wurde der Abbruch des imposanten Eckturmes genehmigt, einhergehend mit dem Vorhaben einer Balkoninstandsetzung. Vorhaben einer Generalüberholung durch den VEB KWV Leipzig, Bezirksstelle Nordost im Januar 1959, insbesondere Neuverputz sowie 1962 ein Um- und Ausbau des Dachgeschosses betreffend. Dieser wirkt heute sehr störend vor allem in der Böttgerstraße. Konzeption zum Umbau der Ladenräume zu Wohnraum 1986 durch den VEB GWL und HAG Baureparturen. Putz-Klinker-Flächen und Kunststeindekorelemente charakterisieren den Eckbau im Paunsdorfer Ortserweiterungsgebiet. Zur Ausstattung gehören u. a. die Jugendstil-Haustür, Treppenhaus und Holzpaneele im Eingangsbereich. Baugeschichtlich und ortsteilentwicklungsgeschichtlich von Wert. LfD/2013 | 09262109 |
| Weitere Bilder                          | Wohnhaus                                    | Döllingstraße 3 (Karte)                     | 1888 (Mietshaus) | Wohnhaus in geschlossener Bebauung; Fassade mit Putzgliederung, baugeschichtlich von Interesse als Zeugnis der Verstädterung in den 1880er Jahren Zwischen Juni und September des Jahres 1888 entstand ein zweigeschossiges Wohngebäude mit ausgebautem Mansardgeschoss für Grundstückseigentümer Gustav Filz nach Entwurf von Zivilingenieur und Inhaber eines Bautechnischen Büros Robert Thienemann. Im Erdgeschoss des sehr schlichten Putzbaus der Hausdurchgang neben einem Geschäft mit schmaler Ladentür (nicht mehr vorhanden). 1940 erfolgt durch Baugeschäft Otto Schumann ein Anbau an der Hofseite, wo nunmehr sechs Wasserspülaborte die vorhandenen Trockentoiletten ersetzten. Die Architekten Bock & Paatzsch beantragten 1949 Wiederinstandsetzungsarbeiten an Vorder- und Hinterhaus (Nummer 1?), in den Jahren 1957/1958 erfolgte der Umbau des Ladens zu Wohnzwecken für den Besitzer Rolf Berger. Bauantrag für Umbau und Sanierung 1999. Haus und Grundstück sind Dokumente der in den 1880er Jahren sehr umfassenden baulichen Veränderungen im dörflichen Paunsdorf, die deutlich den Wechsel von bäuerlicher Wirtschaft hin zu Wohn- und Handwerkergrundstücken zeigen. Baugeschichtlicher Wert. LfD/2013 | 09292530 |
| Weitere Bilder                          | Mehrfamilienhäuser                          | Döllingstraße 4; 6; 8 (Karte)               | 1920–1923 (Mehrfamilienwohnhaus) | Fünf Mehrfamilienhäuser (Anschriften: Am Bauernteich 21, Am Röschenhof 14 und Döllingstraße 4/6/8) einer Wohnanlage, mit zwei Vorgärten und Hofpflasterung; kleine Wohnanlage mit zwei Durchgängen, baugeschichtliches Zeugnis der Ortsteilentwicklung in der Zeit der großen Wohnungsnot nach dem Ersten Weltkrieg | 09303896 |
| Weitere Bilder                          | Wohnhaus                                    | Döllingstraße 5 (Karte)                     | um 1820 (Bauernhaus) | Wohnhaus eines Bauernhofes; kleinen Hofanlage, Lehmbau mit Fachwerk, Putzfassade, baugeschichtlich von Bedeutung als Zeugnis der alten Ortskernbebauung Seine Aufstockung erfuhr das um 1820 im alten Ortskern zwischen Kirche und Dorfteich errichtete Bauernhaus 1934–1936. Stellmacher Edmund Glöckner ist als Bauherr und Horst Neider ist hierbei als bauleitender Architekt genannt während Friedrich Krötzsch die Ausführung besorgte. Ziel war die „Errichtung von zwei Kleinwohnungen“ als steuerbefreiter Kleinwohnungsbau zur Linderung der Wohnungsnot. Glöckner ist übrigens Inhaber einer Holzschuh- und Pantoffelfabrik, die auch Berufskleidung und Werkzeuge im Angebot hatte, zur Leipziger Messe im Messehaus Drei Könige im 3. Stock ausstellte. Nach einem Brand der Holzpantoffelfabrik am 28. Januar 1947 war ein veränderter Wiederaufbau geplant. Der Abbruch des nicht denkmalgeschützten Hinterhauses wurde 2011 beantragt. Das straßenseitige, giebelständige Wohnhaus noch mit Lehmmauerwerk im Erdgeschoss und ziegelgedecktem Krüppelwalmdach, wobei das vorherige Dach als Vorlage für das 1934–1935 aufgesetzte diente. Vor der Aufstockung übrigens war eine Veränderung der Straßenflucht geplant, was einen Abbruch des Hauses bedeutet hätte. Baugeschichtlich bedeutsames Zeugnis der Ortsentwicklung im alten Ortskern. LfD/2013 | 09292529 |
| Weitere Bilder                          | Mietshaus                                   | Döllingstraße 10 (Karte)                    | 1904–1905 (Mietshaus) | Mietshaus in geschlossener Bebauung in Ecklage; mit Hausdurchgang, mit Laden und Eckgaststätte, Klinkerfassade, prächtiger historistischer Kopfbau in exponierter Lage, städtebaulich und baugeschichtlich von Bedeutung, Erinnerungswert Auf dem Grundstück, zudem wohl ehemals auch Am Bauernteich 18 gehörte, stand das Gemeinde-Armenhaus, das 1864–1866 einen Anbau erhielt. Das heutige Eckgrundstück Döllingstraße 10 wurde 1904–1905 mit einem dreigeschossigen Dreispänner für und durch den Paunsdorfer Maurermeister Adolph Heßlich nach Planunterlagen von Architekt Gustav Bobach bebaut. 1910 ist der Bezug einer Dachwohnung aktenkundig, eine zweite Dachgeschosswohnung lässt die Bruno Hanns’sche Erbengemeinschaft 1954–1955 durch das Baugeschäft von Hugo Schaaf nach Zuarbeit von Baumeister Walter Kund einrichten. Im Jahr 1932 hatte der Gastwirt Bruno Hanss das Grundstück übernommen und betrieb die über die verbrochene Ecke zugängliche Gastwirtschaft. Wirkungsvoll erhebt sich ein schmaler Turmaufsatz in Fortführung des an der gebrochenen Ecke angeordneten Kastenerkers mit Rundhelm und Laterne, pittoresk die Spitzhelme der Dachgauben. Verschieden strukturierte Putzflächen und Klinkerpartien der Fassade werden durch strenge Kunststeinrahmen der Fenster rhythmisiert, im Erdgeschoss Durchgang und Ladenzone. Hervorzuhebende Lage im alten Ortskern gegenüber dem ehemaligen Dorfteich, das Haus mit baugeschichtlichem und städtebaulichem Wert. Das Nachbarhaus Am Bauernteich 18 wurde 1994 abgebrochen und durch einen Neubau ersetzt. LfD/2012 | 09292528 |
| Weitere Bilder                          | Mietshaus                                   | Döllingstraße 12 (Karte)                    | 1905 (Mietshaus) | Mietshaus in halboffener Bebauung; ehemals mit Laden, Putzfassade, baugeschichtlich bedeutsam Zwischen eingereichtem Bauantrag und behördlicher Gestattung der Ingebrauchnahme des Wohnhauses vergingen im Jahr 1905 nicht einmal sechs Monate, Baumeister Gustav Schubert übernahm die Funktionen Bauherr, Ausführender und Bauleiter. Zwei Wohnungen pro Etage entstanden sowie ein Laden im Erdgeschoss, der 1958 zu Wohnraum umgestaltet werden sollte. Für das 2002 umgesetzte Vorhaben eines Balkonanbaues wurden im Jahr davor Pläne von Dipl.-Ing. Prof. Dr. Bernd Reichelt im Auftrag der Pegasus Domo Bauträger GmbH eingereicht. Das dreigeschossige verputzte Mietshaus besitzt einen zweigeschossigen, schwach vortretenden Erker mit Giebelabschluss und zeigt eine flächige, am Jugendstil orientierte Fassadendekoration. Baugeschichtlich bedeutsamer Mietshausbau im Erweiterungsgebiet. LfD/2012 | 09294544 |
| Weitere Bilder                          | Mietshaus                                   | Döllingstraße 16 (Karte)                    | 1911–1913 (Mietshaus) | Mietshaus in geschlossener Bebauung in Ecklage; mit Läden, Putzfassade, straßenbildprägender Eckbau mit baugeschichtlichem Wert für die Paunsdorfer Ortsentwicklung Der in Paunsdorf recht umtriebige Architekt Gustab Bobach verantwortete auch den Entwurf für das Eckwohngebäude des Bauunternehmers Hermann Schneider. Er übernahm auch die statischen Berechnungen und die Bauleitung des 1911–1913 von Maurermeister Adolph Heßlich errichteten dreigeschossigen Wohnhauses mit Eckladen, jeweils drei Wohnungen in den Obergeschossen und einer Wohnung sowie der Waschküche unterm Dach. Bemerkenswert auf den Plänen ist eine Parterrewohnung, in der eine Wohnküche vorgesehen war. Aborte noch im Treppenhaus. Schneiders Erben bemühten sich 1933 um die Einrichtung der Waschküche im Kellergeschoss. Gestalterische Elemente sind ein breites Zwerchhaus hin zur Döllingstraße sowie ein Kastenerker an der Gutsparkstraße, aufgrund der sparsamen Fassadendekoration fällt das repräsentative Haustürportal umso mehr in den Blick des Betrachters. Der auf dem Grundstück vorher befindliche Wohnhausbau war erst 1878–1879 nebst Stall und Waschhaus von und für den Maurer Johann Gottlob Ernst Mann erbaut worden. Das Gebäude ist saniert. Städtebaulicher Akzent im Ortserweiterungsgebiet Paunsdorf – der Eckbau besitzt Geschichtswert und Zeugniswert. LfD/2012 | 09292527 |
| Weitere Bilder                          | Mietshaus                                   | Döllingstraße 18 (Karte)                    | 1911–1912 (Mietshaus) | Mietshaus in geschlossener Bebauung; Putzfassade, baugeschichtliches Zeugnis für die Baukultur der Reformstilzeit Zimmermann Gustav Hermann Schneider tritt im April 1912 als Bauunternehmer in Erscheinung für ein auf Gartenland zu errichtendes Mietshaus. Er beauftragt den Architekten Gustav Bobach mit Entwurf, Statik und Bauleitung. Ähnlichkeit besitzt dieser zweite Entwurf mit bereits 1911 von dem Paunsdorfer Architekten Georg Schumann gezeichneten Plänen. Der Hauseingang ist mittig angeordnet, ein breiter Mittelrisalit geht über in ein Dachhaus mit Dreiecksgiebel, hinter der Putzfassade liegen zwei Wohnungen in jeder Etage mit zwei straßenseitigen Stuben, einem Zimmer zum Hof, Küche und Abtritten im Treppenhaus, nachgereichte Tekturen betreffen den Anbau von Küchenaustritten. Während der Schumannsche Entwurf mit unterschiedlichen Putzstrukturen eleganter wirkt, setzt die Zeichnung von Bobach kühle Strenge unter Verwendung von wenigen Kunststeinreliefs. Allein die opulente Rahmung des Oberlichtes der Haustür fällt aus dem vorgenannten Rahmen. 2000–2001 erfolgten auch Grundrissänderungen und eine Rekonstruktion der Balkonanlagen für die Pegasus Domo Bauträger GmbH in Achern nach Vorlagen von Dipl. Ing. Prof. Dr. Bernd Reichelt in Vertretung der fera-Bauprojekt GmbH Leipzig. Baugeschichtlich bedeutsames Zeugnis der Entwicklung des Paunsdorfer Erweiterungsgebietes. LfD/2013 | 09292526 |
| Weitere Bilder                          | Mietshaus                                   | Döllingstraße 20 (Karte)                    | 1892–1893 (Mietshaus) | Mietshaus in geschlossener Bebauung; mit Hausdurchgang, Putzfassade, baugeschichtliches Zeugnis für die Ortsteilentwicklung Erbaut wurde das Haus durch Gottlieb Dorn 1892–1893 mitsamt einem kleinen Waschhausgebäude als Zweispänner mit der in Paunsdorf seinerzeit recht gebräuchlichen Wohnungsaufteilung: Stube, zwei Kammern, Küche und Toiletten übers Treppenhaus. Ein Durchgang führt in den Hof, wo der Hauseingang liegt. 1922 wird der Lehrer Karl Kalweit als Grundstücksbesitzer genannt, der 1956 einen Neuverputz der Hoffront durch E. Hoffmann ausführen lässt. Lange Jahre befand sich das Haus im Besitz der Leipziger Wohnungsbaugesellschaft mbH, die wenig zum Gebäudeunterhalt beitrug. Vorhaben einer Sanierung 1996. Die dreigeschossige Putzfassade mit Stockgesims, sehr kräftigen, stuckbesetzten Fensterverdachungen in der Beletage sowie einem ausgebauten Mansardgeschoss. Bestandteil eines typischen, geschlossen konzipierten Gebäudeensembles in einem vorstädtischen Erweiterungsgebiet, baugeschichtlich und wissenschaftlich-dokumentarisch von Bedeutung. LfD/2012 | 09262130 |
| Weitere Bilder                          | Vereinshaus                                 | Döllingstraße 21 (Karte)                    | 1926–1929 (Vereinshaus) | Vereinshaus in offener Bebauung, mit südlichem Anbau; gut gegliederte Putzfassade, Walmdach, in traditionalistischer Gestaltung, ortsgeschichtlich von Bedeutung | 09302982 |
| Weitere Bilder                          | Mietshaus                                   | Döllingstraße 22 (Karte)                    | 1891–1892 (Mietshaus) | Mietshaus in geschlossener Bebauung in Ecklage; ehemals mit Eckladen, Putzfassade, Baugeschichtszeugnis der Ortsteilentwicklung mit straßenraumprägender Funktion Noch 1875 waren die Baulichkeiten auf dem Grundstück durch ein „kleines Hintergebäude mit Schmiedewerkstelle und Stube darüber“ für Schmiedemeister Julius Lange und 1880 um eine Waschküche ergänzt worden – im August 1891 erging Bauantrag für den Neubau eines Eckwohngebäudes sowie zweier Waschhäuser. Gottlieb Dorn legte die Unternehmung in die Hände des Baugewerkemeisters W. Kubasch. Das Haus an der Ecke Barbarastraße konnte im März 1892 der Schlussprüfung unterzogen werden. Hinter der streng rhythmisierten Historismusfassade befanden sich drei Wohnungen im Parterre und jeweils vier in den Obergeschossen. Stuckkonsolen im Zahnschnittfries des Traufbereiches gehören ebenso zum Schmuckrepertoire der Straßenfronten wie Stuckmasken und -köpfe inmitten vegetabilischer Formen über den Fenstern, wobei die Beletage hinsichtlich der Dekoration besonders hervorgehoben wird. Bekannte Besitzer waren Annemarie ehl. Graf geb. Marx (ab 1923), Kaufmann Hermann Erich Heinze (1927), die Leipziger Grundbesitzerbank Genossenschaft mbH (1932) und ab 1937 der Kellermeister Hermann Albert Siegel. Im Jahr 1951 wurde festgestellt, dass der Eckladen ungenehmigt zu Wohnraum umgenutzt worden war. Wirkungsvoller Eckbau im Übergang von der drei- zur viergeschossigen Struktur, ortsentwicklungsgeschichtlich und baugeschichtlich von Bedeutung. LfD/2013 | 09292525 |
| Weitere Bilder                          | Mietshaus                                   | Döllingstraße 24 (Karte)                    | 1901–1904 (Mietshaus) | Mietshaus in geschlossener Bebauung; mit Hausdurchgang, Klinkerfassade, baugeschichtlich interessanter Bau vom Beginn des 20. Jahrhunderts Der Bau eines Mietshauses auf dem Grundstück gegenüber dem (damaligen) Paunsdorfer Gemeindeamt zog sich von Juli 1901 bis Januar 1904 hin, da mehrfach die Pläne geändert wurden, Besitzer und Bauleitung wechselten. Zunächst werden Buchbindermeister Paul Sperling sowie Architekt und Maurermeister Paul Kratz aus Wurzen genannt, im Jahr 1902 auch Architekt Gustav Bobach. Im Jahr 1903 Übergang der Baustelle zunächst an Karl Schulze, später an Lehrer Karl Friedrich Heinze. Im April 1902 Verfüllung des alten Brunnens. 1932 steht im Grundbuch Agnes Clara verw. Heinze geb. Seffert als Eigentümerin zur Hälfte. Hinter der recht schmalen Klinkerfassade liegen zwei Kleinwohnungen im 2. und 3. Obergeschoss, ansonsten pro Etage nur eine Wohnung, Zuwegung über den Durchgang und den hofseitigen Eingang. Fensterfaschen mit Klinkerformsteinen und kräftige Verdachungen im 1. und 2. Obergeschoss mit Jugendstildekor prägen den Baukörper. Architektonisch bemerkenswerter Bau mit baugeschichtlichem Wert, straßenzugcharakterisierend. LfD/2012 | 09290723 |
| Weitere Bilder                          | Schule                                      | Döllingstraße 25 (Karte)                    | 1884–1885 (Schule), 1926–1928 (Turnhalle) | Schule mit Hofpflaster an der Barbarastraße, Vorgarten zur Döllingstraße und Turnhalle im Hof; Putzfassaden, bauhistorisch und sozialgeschichtlich bedeutsam, Erinnerungswert, Zeugnis der Ortsentwicklung (Vereinshaus der Freien Turnerschaft, siehe unter Döllingstraße 21) | 09292497 |
| Weitere Bilder                          | Mietshaus                                   | Döllingstraße 26 (Karte)                    | 1897–1898 (Mietshaus) | Mietshaus in geschlossener Bebauung; mit Hausdurchgang, Klinkerfassade, baugeschichtliche und ortsteilentwicklungsgeschichtliche Bedeutung Bauantrag für ein Vorderwohngebäude und Waschhaus mit Niederlage erging im März 1897 durch Karl Schulze aus Paunsdorf, die Fertigstellung erfolgte bis Januar des Folgejahres wohl durch das Baugeschäft von Georg Schumann. In jeder Etage zwei Wohnungen mit Stube und zwei Kammern, Küche, Vorsaal und Podestabort, im Erdgeschoss eine Kammer weniger wegen des Hausdurchganges. Zwischen den Verblendklinkern der Obergeschosse und des Sockels das verputzte Erdgeschoss mit Nutung. Die Fenster des 1. und 2. Obergeschosses mit kräftigen Verdachungen auf Stuckkonsolen, sehr reich dekorierter historistischer Traufbereich mit Akanthusblatt-Konsolen und Kymationfries, Fassadenakzentuierung durch einen linksseitigen, zweiachsigen Risalit. Auf der Planzeichnung gipfelt dieser in einem verschieferten Turmaufsatz mit Podest und Fahnenstange. Erhalten ist die qualitätvolle handwerkliche Ausstattung im Inneren, bemerkenswert das nicht ausgebaute Dachgeschoss. Baugeschichtliche und ortsteilentwicklungsgeschichtliche Bedeutung. LfD/2012 | 09262126 |
| Weitere Bilder                          | Mietshaus                                   | Döllingstraße 27 (Karte)                    | 1902–1903 (Mietshaus) | Mietshaus in geschlossener Bebauung mit Vorgarten; Klinkerfassade, baugeschichtliches Zeugnis der Ortsteilentwicklung zu Beginn des 20. Jahrhunderts Architekt, Baumeister und Maurermeister Walter Schneider vereinigte in seiner Person die Funktionen des Bauherren, Entwerfenden und Ausführenden, das Mietshaus entstand in der damaligen Schulstraße nebst kleinem freistehendem Wirtschaftsgebäude im Jahresübergang 1902/1903. Geplant war „ein Wohnhaus zu errichten, in welchem … sehr geräumige, daher gesunde Wohnungen geschaffen werden sollten“. In dem unmittelbar neben dem Gemeindeamt liegenden Klinkerbau über verputztem Erdgeschoss jeweils zwei Wohnungen pro Etage. Ein auf dem Grundstück liegender Brunnen „mag belassen werden, bis die Wasserleitung in Paunsdorf fertig gestellt worden ist“, ein geplantes, mittig angeordnetes Zwerchhaus wurde seitens der Baubehörde hingegen nicht genehmigt. Die auf Stuckdekor verzichtende Fassade zeigt eine vorsichtige Annäherung an den Jugendstil, zur Gliederung werden auch farbig glasierte Ziegel eingesetzt. Sanierung wohl in den Jahren 1996 bis 1998. Mietshausbau im Ortserweiterungsgebiet Paunsdorf, baugeschichtlich von Interesse. LfD/2011 | 09262128 |
| Weitere Bilder                          | Mietshaus                                   | Döllingstraße 28 (Karte)                    | 1892–1893 (Mietshaus) | Mietshaus in geschlossener Bebauung in Ecklage; ehemals mit Eckladen, Putzfassade, straßenbildprägender Eckbau mit baugeschichtlichem Wert Zimmermeister Ernst Hermann Munkelt beabsichtigte den Bau des historistischen Eckwohngebäudes an der Ecke der vormaligen Schulstraße/Wilhelmstraße und nahm Baugewerksmeister W. Kubasch unter Vertrag, das am 25. März 1892 beantragte Haus wurde am 7. März des Folgejahres der Schlussprüfung unterzogen. Im Erdgeschoss fanden drei Wohnungen ihren Platz, in den oberen Geschossen jeweils deren vier. Ende Mai des Jahres 1942 wurden unter Leitung des Architekten Willy Seiler Ausbesserungsarbeiten an der Fassade beantragt. Pläne für Sanierung, Dachgeschossausbau, Balkonanbau unterzeichnete 1999 Dipl.-Ing. Ulrike Kabitzsch für die Co projekt GmbH in Leipzig. Die viergeschossige Fassade mit verbrochener Ecke, Putznutung im Erdgeschoss und schmuckfreien kräftigen Fensterverdachungen in den beiden mittleren Etagen, die Ausstattung ist weitgehend erhalten. Zeitweise gab es wohl einen Eckladen. Baugeschichtlich bedeutsam, Zeugnis der historistischen Ortserweiterung. LfD/2013 | 09263740 |
| Weitere Bilder                          | Mietshaus                                   | Döllingstraße 29 (Karte)                    | 1892 (Mietshaus), 1892 (Vorgarten) | Mietshaus in halboffener Bebauung mit Vorgarten; Klinkerfassade, baugeschichtlich und insbesondere ortsgeschichtlich als ehemaliges Gemeindeamt bedeutsam Im Erdgeschoss des 1892 errichteten historistischen Gebäudes war bis 1911 das Paunsdorfer Gemeindeamt untergebracht, bevor hier zwei Wohnungen im Jahreswechsel 1911/1912 unter Mitwirkung des Architekten Ernst Schumann entstanden. Die von Gemeinderat Dölling 1892 unterzeichneten Entwürfe lieferte Architekt Hugo Bechmann. Jede der zwei Wohnungen pro Etage enthielt zwei Stuben, Kammer, Küche, Korridor und besaß Aborte im Treppenhaus. 1897–1899 entstand ein Arrestzellengebäude auf dem rückwärtigen Teil des Grundstücks, ausgeführt von Carl Wilhelm Heßlich, 1903 erfolgte die Neuerrichtung einer Freibank als Anbau. Insbesondere das in der Planskizze sehr detailliert gezeichnete Dachtürmchen mit Uhr und Fahnenmast hob das pittoresk anmutende Gebäude aus der baulichen Umgebung heraus, gelbe und braund Klinkerblender kennzeichnen die Geschosse über den Nutungen des verputzten Erdgeschosses. Kartusche über dem ursprünglichen Zugang ins Gemeindeamt mit Baumdarstellung, der Zugang zum Mieterbereich ehemals über Durchgang und Hintereingang. Erhalten sind u.a. die Treppenhausfenster mit Überfanggläsern. Als ehemaliges Paunsdorfer Gemeindeamt besondere Bedeutung für die Ortsgeschichte, Erinnerungswert und Wertigkeit für die Volksbildung. LfD/2012 | 09262127 |
| Weitere Bilder                          | Mietshaus                                   | Döllingstraße 34 (Karte)                    | 1901 (Mietshaus) | Mietshaus in ehemals geschlossener Bebauung in Ecklage; mit Laden, Klinkerfassade, städtebaulich und baugeschichtlich von Bedeutung Bauantrag für ein Eckwohngebäude erging am 6. März 1901 durch Friedrich Albert Fuchs, die Ausführung erledigte Maurermeister F. August Grosse aus Leipzig-Neustadt. Umbauten im Erdgeschoss sind zunächst für die Jahre 1909, 1912, 1913, 1914 aktenkundig. Im Jahr 1915 wurde um Einrichtung eines Schankbetriebes ersucht, 1916 Erweiterung der Gaststätte „Sächsische Schweiz“, diese wird bereits 1923 in drei Wohnungen zurückgebaut (verantwortlich die Aktiengesellschaft für Grundstücksverwertung). Sanierung und Umbau 1994–1995 beaufsichtigt der Architekt Willi Schrupp, Anbau von Balkonen auf der Hofseite im Jahr 2010 nach Planung von Architekt Nils Tonn aus Dresden. Der verklinkerte Ziegelbau mit opulentem Stuckdekor des Historismus und Jugendstils insbesondere über den Fenstern des ersten und zweiten Obergeschosses, die verbrochene Ecke ist akzentuiert durch Eckputzquaderung. Zur erhaltenen Ausstattung gehören u. a. die zweiflüglige verspielt-dekorierte Historismus-Haustür und das Holztreppenhaus. Städtebaulich bemerkenswerter Mietwohnungsbau mit baugeschichtlichem und ortsentwicklungsgeschichtlichem Wert. LfD/2013 | 09291166 |
| Weitere Bilder                          | Doppelmietshaus                             | Döllingstraße 38 (Karte)                    | 1904–1906 (Doppelmietshaus) | Doppelmietshaus (mit Böttgerstraße 15) in halboffener Bebauung; Putzfassade, Baugeschichtszeugnis der Ortsteilentwicklung Von März 1904 bis zur Gestattung der Ingebrauchnahme im Oktober 1906 dauerte das Projekt für ein Doppelmietshaus in repräsentativer Ecksituation, Bauherren waren Kaufmann Carl Friedrich Wilhelm Anders, Max Hugo Reiß und der Schneidermeister Max Emil Rost. Zwei eingereichte Pläne 1904 und 1905 wurden jeweils versagt, erst ein neuerlich überarbeiteter Entwurf des auch mit der Bauleitung beauftragten Architekten Gustav Bobach kam 1906 zur Umsetzung. Zwei Wohnungen kamen in der Döllingstraße 38 zur Einrichtung während im Eckhaus Böttgerstraße 15 drei Wohnungen in jeder Etage für Mieter zur Verfügung standen. Die repräsentative Fassade von 1904/1905 erfuhr im hernach zur Ausführung gelangten Entwurf eine Reduktion des Dekors. Eine besondere Akzentuierung erfährt die Putzfassade im ersten Obergeschoss u. a. durch erlesenen Jugendstildekor und kräftige Kunststeinformteile über den Fenstern. Leider ist der konzipierte Turm über der verbrochenen Ecke nicht erhalten. Im Dezember 1995 wurde Bauantrag gestellt für Sanierung und das Einbauen von vier Wohnungen im Dachgeschoss. Dipl.-Ing. Architekt Tibor Todt aus Köln agierte für Frau Uta Nickel aus Leipzig. Bemerkenswerter Eckbau, baugeschichtlich und ortsentwicklungsgeschichtlich bedeutsam. LfD/2013 | 09262107 |
| Weitere Bilder                          | Wasserwerk                                  | Döllingstraße 45 (Karte)                    | 1902–1904 (Wasserturm), 1937–1938 (Brunnenhaus), 1903–1904 (Betriebsgebäude), 1903–1904 (Beamtenwohnhaus)                                                             | Wasserwerk mit Wasserturm, Betriebsgebäude und Beamtenwohnhaus sowie Brunnenhaus; Klinkerbau, Hängebodenbehälter, bauhistorische und stadttechnische Bedeutung, Erinnerungswert, Bedeutung für die Volksbildung, ortsteilprägend 1902–1904 ließ die damals noch selbstständige Gemeinde Paunsdorf ein eigenes Wasserwerk errichten, wofür auf einem Grundstück östlich der alten Ortslage neben einem Wasserturm ein Betriebsgebäude und ein Beamtenwohnhaus in zeittypischer Klinkerbauweise entstanden. Die äußere Gestalt des Turms, der eine weithin sichtbare Landmarke darstellt, zeigt das Bemühen, architektonische Großprojekte durch eine traditionelle Gestaltung an die Umgebung anzupassen. Kleine rund- und segmentbogige Fenster am sich nach oben verjüngenden Turmschaft, die durch Konsolen abgefangene Auskragung des Behältergeschosses sowie das polygonale Zeltdach mit den abgewalmten Gauben sind als Zitate aus der mittelalterlichen oder frühneuzeitlichen Wehrarchitektur zu verstehen. Gleichwohl stellte das Wasserwerk am Beginn des 20. Jahrhunderts den wichtigen Bestandteil einer modernen Infrastruktureinrichtung dar, der das Leben in der Gemeinde nachhaltig veränderte. Daher kommt dem Wasserwerk und dem Wasserturm eine orts- und technikgeschichtliche Bedeutung zu, das Turmbauwerk ist zudem orts- und landschaftsprägend. LfD/2013 | 09294774 |
| Weitere Bilder                          | Wohnhaus                                    | Elisabeth-Schumacher-Straße 33 (Karte)      | 1905–1906 (Eisenbahnerwohnhaus), 1906–1908 (Stallgebäude) | Eisenbahnerwohnhaus in offener Bebauung und Nebengebäude im Hof; Putzfassade, Erker mit Fachwerk-Aufbau, baugeschichtlich interessanter Kopfbau, Zeugnis der örtlichen Entwicklung zu Beginn des 20. Jahrhunderts, in unmittelbarem Zusammenhang mit dem Bahnhof Leipzig-Schönefeld stehend Zeitgleich wurde am 12. Juli 1905 für den Schönefelder Bahnhof ein Stationsgebäude sowie ein Wohnhaus für sechs Unterbeamte Antrag gestellt, unterzeichnet von J. W. Riedel für die Königliche Eisenbahnbetriebsinspektion. Ein knappes halbes Jahr folgten Pläne für ein Abortgebäude und im Mai 1906 für ein zweigeschossiges Stallgebäude. Am 5. Januar 1907 ward die Ingebrauchnahme des dreigeschossigen Wohnhauses gestattet, dessen Ausführung M. Kunze besorgte. Eigentümer war der Preußische Eisenbahnfiscus. Die Gestaltung des Hauses entspricht als „Typenbau“ dem Erscheinungsbild vieler Bahngebäude der Zeit: Zyklopmauerwerkssockel, Putzfassade, Klinkerrahmungen der Fenster, Ziegeldach. Freundlich wirkt das Sichtfachwerk im Zwerchhausaufbau über dem nur ganz schwach vortretenden Eckerker. Recht großzügige Balkone schmiegen sich mit eisernen Geländern an den etwas vorstehenden Treppenhausrisalit auf der Hofseite. In jeder Etage zwei Wohnungen, die zweckdienliche Ausstattung im Treppenhaus ist erhalten. Das rückwärtige Stallgebäude im Juni 2013 noch unsaniert. In unmittelbarem Zusammenhang mit dem Bahnhofsgebäude und dessen Nebenanlagen zu betrachten, somit baugeschichtlich und ortsentwicklungsgeschichtlich von Bedeutung. LfD/2013 | 09262027 |
| Weitere Bilder                          | Bahnhof                                     | Elisabeth-Schumacher-Straße 33a; 35 (Karte) | 1905–1906 (Empfangsgebäude), 1906 (Toilettenhäuschen), 1891 (Stellwerk Sn), 1906 (Stellwerk Sö)                                                                       | Bahnhof mit Empfangsgebäude (Nr. 35, mit Wartehalle) und daran angebautem Güterschuppen, Toilettenhäuschen (Nr 33a), weiterhin Stellwerk Sö an der Permoserstraße und Stellwerk Sn, siehe auch Einzeldenkmal Stellwerk Sn - Hohentichelnstraße 8(ID: 09262033); technisches Denkmal, Zeugnis der Verkehrs- und Ortsteilgeschichte, Erinnerungswert, in seiner Gesamtheit mit Bedeutung für die Volksbildung und baugeschichtlicher Wert, bereits 1942 wurde der Personenverkehr ingestellt, heute Leerstand. Die elektromechanischen Stellwerke: Stw.I 1891 SN und Stw.II 1906 SÖ sind weiterhin in Betrieb | 09262028 |
| Weitere Bilder                          | Fabrikhalle                                 | Elisabeth-Schumacher-Straße 58 (Karte)      | 1920/1925 (Fabrikhalle) | Fabrikhalle 3 auf dem Werksgelände von Nr. 58, langgestrecktes Klinkergebäude, ortsgeschichtlich von Bedeutung | 09262026 |
| Weitere Bilder                          | Mietvilla                                   | Gutsparkstraße 1 (Karte)                    | 1882 (Mietvilla) | Mietvilla, mit Garten; historistische Putzfassade, baugeschichtlich bemerkenswerter Bau aus dem letzten Drittel des 19. Jahrhunderts, Zeugnis der Ortsteilentwicklungsgeschichte Auf dem Eckgrundstück an der Ausfallstraße nach Grimma (heute Riesaer Straße) ließen die Gebrüder Karl Gottfried Böttger und Friedrich Ernst Böttger im Jahr 1882 ein Gartenwohngebäude und ein Waschhaus errichten. Die Böttgers waren Besitzer der unweit von hier gelegenen, bekannten und florierenden Schriftgießerei. Für den Entwurf der zweigeschossigen Villa mit Mittelrisalit und Zwerchhaus kann Architekt Hugo Bechmann belegt werden. Edel wirkt die „klassische“ Putzfassade mit flächiger Nutung im unteren Geschoss sowie die durch Gesimse und Stuck akzentuierte Partie darüber. Im Parterre und Dachgeschoss befanden sich jeweils zwei Wohnungen, während im ersten Obergeschoss nur ein Logis eingerichtet war mit zwei Stuben, zwei Küchen, zwei Kammern und einem mittig angeordneten Salon. Für das erste Halbjahr 1925 ist ein Bad- und Klosettanbau belegt, initiiert von Alma Graumann verwitwete Böttger aus Berlin-Steglitz unter Inanspruchnahme der Firma von Baumeister Walter Schneider. Im denkmalgeschützten Garten steht eine historische hölzerne Laube. Der Wohnbau der Schriftgießerei-Besitzer ist unverzichtbarer Bestandteil der Paunsdorfer Ortsgeschichte, zugleich baugeschichtlich von Bedeutung, Erinnerungswert und Zeugnis für die Volksbildung. LfD/2013 | 09292516 |
| Direkt Bild zu diesem Denkmal hochladen | Mietshaus                                   | Gutsparkstraße 10 (Karte)                   | 1892–1893 (Mietshaus) | Mietshaus in halboffener Bebauung, mit Hofpflaster; historistische Klinkerfassade, baugeschichtlich bedeutsam als Mietwohnungsbau im Ortserweiterungsgebiet Hinter der recht schlichten Klinker-Putz-Fassade liegen pro Etage zwei Wohneinheiten, im Erdgeschoss ehemals eine größere Ladenwohnung, die 1912 umgebaut wurde. Errichtet worden war das Haus 1892 bis 1893 für Herrn Gustav Hoppe durch den geprüften Baugewerker Wilhelm Kubasch zeitgleich mit einem separaten Waschhaus. Die Toiletten übrigens waren in einem separaten kleinen Schuppengebäude auf dem Hof untergebracht – eine Klosettanlage wurde erst zwischen 1960 und 1965 durch den VEB Kommunale Wohnungsverwaltung Leipzig angebaut. Balkonanlagen kamen im August 2007 zur Antragstellung nach Entwürfen von Dipl.-Ing. Klaus Randig. Der Stuck in den Fensterverdachungen des ersten Obergeschosses ist leider verloren, der Laden zugemauert. Von der Ausstattung haben sich einige originale Teile erhalten. Baugeschichtliches Zeugnis der Ortserweiterung, Ensemble-Bestandteil. LfD/2013 | 09292524 |
| Direkt Bild zu diesem Denkmal hochladen | Mietshaus                                   | Gutsparkstraße 12 (Karte)                   | 1893 (Mietshaus) | Mietshaus in halboffener Bebauung sowie Hofgebäude und Hofpflasterung; Klinkerfassade, vorstadttypischer Wohnbau mit ortsgeschichtlichem und baugeschichtlichem Wert Der typisch vorstädtische Wohnbau dreigeschossig mit Klinkerfassade und verputztem Erdgeschoss, 1893 an der damaligen Paulinenstraße errichtet. Wilhelm Kubasch reichte als geprüfter Baugewerker den Plan nebst Zeichnung für zwei Waschhäuser mit Schuppen für die Paunsdorfer Händlerin Wilhelmine verw. Schubert ein. Weitere namhafte Besitzer sind Otto Alexander Schubert, Emma Wilhelmine Maria geb. Bartel verw. Schubert sowie Friedrich Otto Schubert. Ungewöhnliche Fensterrahmungen aus Kunststeinformteilen im 1. Obergeschoss und Kymationleiste zwischen gründerzeitliche Stuckkonsolen an der Traufe, weitgehend erhaltene Ausstattung, u. a. alle originalen Fenster. Komplett erhalten ist die Wegpflasterung aus gelben Klinkersteinen. Als einer der frühen Bauten im Ortserweiterungsgebiet Paunsdorf von baugeschichtlichem Interesse, hohe Originalität. LfD/2011 | 09262132 |
| Weitere Bilder                          | Mietshaus                                   | Gutsparkstraße 13 (Karte)                   | 1900–1901 (Mietshaus) | Mietshaus in geschlossener Bebauung; mit Tordurchfahrt, Klinkerfassade, ehemals Mangelgebäude mit Wäschemangel im Hof, ortsbaugeschichtlich von Bedeutung Genehmigung für das im November 1900 begehrte Baugesuch erging im März 1901 für Zimmermeister Gottlieb Dorn, der als Bauunternehmer und Ausführender genannt ist. Er verantwortete auch den Umbau des Erdgeschosses 1911, wobei Verkaufsstelle und Warenlager in zwei Wohneinheiten zurückgebaut wurden. Entwurf, Statik und Bauleitung für den Mietshausneubau übernahm seinerzeit Architekt Gustav Bobach. Zwischen 2000 und 2002 erfolgte der Balkonanbau hofseitig, nachdem bereits 1995/1996 Sanierung und Dachgeschossausbau mit Liegefenstern nach Entwürfen von Bauingenieur Andreas Hardegen aus Engelsdorf durchgeführt worden waren. Zwischen Klinkersockel und verklinkerten Obergeschossen liegt ein verputztes Parterre gespannt, dessen Putznutung in etwa wieder hergestellt wurde. Der Stuckdekor beschränkt sich auf die Traufzone, hier finden sich einfache Stuckkonsolen. Noch 1996 erhalten geblieben war eine Werbung für das zeitgleich mit dem Vorderhaus errichtete Niederlagsgebäude mit Waschküche im Hof: „Hier steht eine herrlich glättende elektrische Wäscherolle zur geflissentlichen Benutzung“. Das Haus ist Bestandteil des Paunsdorfer Ortserweiterungsgebietes, woraus Bedeutung in baugeschichtlicher und ortsgeschichtlicher Hinsicht erwächst. LfD/2013 | 09262136 |
| Direkt Bild zu diesem Denkmal hochladen | Mietshaus                                   | Gutsparkstraße 14 (Karte)                   | 1894–1985 (Mietshaus) | Mietshaus in halboffener Bebauung; Klinkerfassade, baugeschichtliches Zeugnis der Ortsteilerweiterung Für den 1894–1895 errichteten Historismusbau zeichnet Hermann Straßburger als Unternehmer und Architekt Emil Neuber für den Entwurf verantwortlich. Die Klinker-Putz-Fassade wird durch reicheren Stuckdekor in der mittleren Etage zusätzlich gegliedert. Der Eingang in das in halboffener Bebauung befindliche Haus erfolgt rückwärtig. Zwei Wohnungen pro Etage enthielten ursprünglich jeweils Stube, Küche, zwei Kammern und Korridor. Glasermeister Karl Krause ließ 1913 im Hof eine Werkstatt für sein Gewerbe einrichten (Architekt Georg Schumann) und hatte bereits 1906 einen Laden einbauen lassen. Dieser erfuhr seinen Rückbau zu Wohnraum 1957, der Um- und Ausbau des Mietshauses nebst Sanierung und der Einrichtung von zwei Wohnungen im Dachgeschoss erfolgte 1995–1996. Wohn- und Gewerbegrundstück im Paunsdorfer Ortserweiterungsgebiet, baugeschichtlicher Wert. LfD/2013 | 09292522 |
| Direkt Bild zu diesem Denkmal hochladen | Mietshaus                                   | Gutsparkstraße 15 (Karte)                   | 1901–1902 (Mietshaus) | Mietshaus in halboffener Bebauung; mit Hausdurchgang, Putz-Klinker-Fassade, baugeschichtliches Zeugnis der Ortserweiterung an der Wende vom 19. zum 20. Jahrhundert Oberlehrer Preller unterzeichnet für seine Ehefrau, Grundstücksbesitzerin Hedwig Preller geb. Bode den Antrag für die Errichtung eines Wohngebäudes und eines Waschhauses in Nähe des im Garten befindlichen Brunnens. Architekt für das 1901 erbaute dreigeschossige Haus ist kein Geringerer als Emil Franz Hänsel, der auch Bauleitung und Ausführung in die Hände gelegt bekommt, beteiligt am Unternehmen ist auch Oskar Hänsel. Wegen des Durchgangs ist im Erdgeschoss nur eine Wohnung eingerichtet, während in den oberen Etagen je zwei Wohnungen liegen. Im Februar 1994 ergeht eine Anordnung zur Bausicherung an die Immobilienverwaltung Gohlis GmbH von Seiten des städtischen Bauordnungsamtes. Die Klinkerverkleidung der unteren Fassadenpartien geht innerhalb der ersten Etage in glatten Verputz über, die Fensterverdachungen des obersten Geschosses sind aus Kunststein. Akzente setzten schmiedeeiserne Maueranker. Auch in anderen Stadtteilen übrigens sind Mietshäuser von Emil Franz Hänsel erhalten, ein artverwandt gestalteter Bau steht in der Wurzner Straße 65. Der vernachlässigte, ruinöse Bau wurde gesichert vorgefunden im Juni 2013. Baugeschichtlich bedeutsam im geschlossenen Ensemble, architekturhistorisch von Wert als Zeugnis der Tätigkeit eines der bedeutendsten Leipziger Architekten zu Beginn des 20. Jahrhunderts. LfD/2013 | 09262137 |
| Direkt Bild zu diesem Denkmal hochladen | Mietshaus                                   | Gutsparkstraße 16 (Karte)                   | 1889–1890 (Mietshaus) | Mietshaus in geschlossener Bebauung; mit Tordurchfahrt, ehemals mit Laden, Putzfassade, vorstadttypischer Historismusbau mit baugeschichtlichem Wert Paul Otto Winkler gab die Errichtung eines Wohngebäudes, Waschhauses und eines Schuppens bei dem geprüften Bauhandwerker Wilhelm Kubasch in Auftrag, zwischen Beantragung 1889 und der Schlussprüfung 1890 lagen knapp neun Monate. 1958/1959 Einbau von zwei Wohnräumen im Dachgeschoss nach Plänen von Architekt Horst Neider. In den Jahren 2009–2010 Sanierung mit weiterem Dachgeschossausbau sowie Balkonanbau nach Unterlagen des Leipziger Architekten Lutz Mauersberger für GVA GRAW Immobilien GmbH in Essen. Aus der breiten, dreigeschossigen Putzfassade ragen die Fensterverdachungen der Beletage weit vor, ansonsten ist die Putzstruktur in die Fläche gelegt. Zurückhaltend auch die Verwendung von kleinen Stuckformteilen zur Dekoration. Noch in den 1990er Jahren originale Ladenfront und eine komplett erhaltene Innenausstattung. Bestandteil des weitgehend geschlossen erhaltenen Paunsdorfer Ortserweiterungsgebietes, baugeschichtlicher Wert. LfD/2013 | 09262134 |
| Direkt Bild zu diesem Denkmal hochladen | Wohnhaus                                    | Gutsparkstraße 17 (Karte)                   | 1881 (Wohnhaus) | Wohnhaus in offener Bebauung mit Garten; schlichte Putzfassade, die bauliche Entwicklung in Paunsdorf von der ursprünglichen Dorfstruktur hin zur geschlossenen Mietshausbebauung dokumentierendes Gebäude auf einem Gewerbegrundstück Am 22. März 1881 stellte Privatus August Klinge den Bauantrag für ein Wohnhaus, Entwurf und Ausführung erfolgten durch Maurermeister Heinrich Walther. Mit dem einfachen Ziegelbau ist das einzige unter Denkmalschutz stehende Gebäude erhalten, das die bauliche Entwicklung in Paunsdorf von der ursprünglichen Dorfstruktur hin zur geschlossenen Mietshausbebauung dokumentiert: ein freistehender mehrgeschossiger Wohnhausbau inmitten eines auch für Tierhaltung und Pflanzenanbau geeigneten Grundstückes. Ein 1898 geplanter Mietshausbau wurde nicht ausgeführt. LfD/2006 | 09262138 |
| Weitere Bilder                          | Wohnhaus                                    | Häuslergasse 6 (Karte)                      | um 1850 (Wohnhaus) | Wohnhaus, mit Putzfassade; eingeschossiger Wohnbau im alten Paunsdorfer Ortskern, bau- und ortsteilentwicklungsgeschichtlich von hervorgehobener Bedeutung, eines der letzten älteren Gebäude der alten Ortslage | 09262021 |
| Weitere Bilder                          | Wohnhaus                                    | Häuslergasse 7 (Karte)                      | um 1850 (Wohnhaus) | Wohnhaus, mit Putzfassade; eingeschossiger Wohnbau im alten Ortskern mit baugeschichtlicher und ortsentwicklungsgeschichtlicher Bedeutung, Wert für die Volksbildung | 09290724 |
| Weitere Bilder                          | Wohnhaus                                    | Häuslergasse 8 (Karte)                      | vor 1820 lt. Chronik (Wohnhaus) | Wohnhaus, mit Vorgarten; eingeschossiger Lehm- und Ziegelbau mit Putzfassade, baugeschichtlich sowie wissenschaftlich-dokumentarisch von Bedeutung | 09292505 |
| Weitere Bilder                          | Friedhof Paunsdorf, Sachgesamtheit          | (Karte)                                     | 1899–1902 (Friedhof) | Sachgesamtheit Friedhof Paunsdorf, bestehend aus den Einzeldenkmalen (siehe Obj.-ID: 09262147): Kapelle, Nebengebäude, Gefallenendenkmal, Grabanlagen und Einfriedung sowie gärtnerisch gestaltete Friedhofsanlage; Friedhofsgelände und Einfriedung aus dem ersten Drittel des 20. Jahrhunderts, mit Erinnerungs- und Dokumentationswert, als bedeutsames Zeugnis der Ortsgeschichte und Ortsteilentwicklung | 09303256 |
| Weitere Bilder                          | Friedhof Paunsdorf, Einzeldenkmale          | Hohentichelnstraße (Karte)                  | 1899–1902 (Parentationshalle), nach 1918 (Gefallenendenkmal) | Einzeldenkmale der Sachgesamtheit Friedhof Paunsdorf (siehe Obj.-ID: 09303256): Kapelle, Nebengebäude, Gefallenendenkmal, Grabanlagen und Einfriedung; Kapelle und Nebengebäude aus Klinkersteinen, Gefallenendenkmal und Einzel-Grabanlagen, z.B. Heinrich Robert Dölling (1862–1914) aus dem ersten Drittel des 20. Jahrhunderts, mit Erinnerungs- und Dokumentationswert, als bedeutsames Zeugnis der Ortsgeschichte und Ortsteilentwicklung | 09262147 |
| Weitere Bilder                          | Wohnhaus                                    | Hohentichelnstraße 6 (Karte)                | 1907–1908 (Eisenbahnerwohnhaus) | Eisenbahnerwohnhaus in offener Bebauung; Klinkerfassade, baugeschichtliches Zeugnis im Ensemble des technischen Denkmals Bahnhofsgelände | 09262034 |
| Weitere Bilder                          | Stellwerk                                   | Hohentichelnstraße 8 (Karte)                | um 1900 (Stellwerk) | Stellwerk Sn als Einzeldenkmal, zum Bahnhof Leipzig-Schönefeld (siehe Obj.-ID: 09262028), Klinkerfassade, technikgeschichtliches Denkmal, Bedeutung für die Volksbildung gerade auch im Ensemble mit der Bahnhof-Gesamtanlage | 09262033 |
| Weitere Bilder                          | umgebaute Fabrik                            | Johannes-Kärner-Straße 2; 2a; 2b (Karte)    | 1897–1898 (Fabrik), 1923 (Pförtnerhaus und Fahrradschuppen) | Zu Wohnungen umgebaute Fabrik (Anschriften: Böttgerstraße 1, Johannes-Kärner-Straße 2a/2b und Riesaer Straße 53a), mit Hofgebäude (Anschrift: Johannes-Kärner-Straße 2), Nebengebäude an der Böttgerstraße, Hofpflasterung und Vorgarten; stattliches Gebäude mit Klinkerfassade, Zeugnis der Ortsentwicklung, stadtbildprägend | 09262120 |
| Weitere Bilder                          | Mietshaus                                   | Johannes-Kärner-Straße 3 (Karte)            | 1902–1903 (Mietshaus), 1903 (Werkstatt) | Mietshaus in halboffener Bebauung (bauliche Einheit mit Nr. 5 - siehe Obj.-ID: 09262100) und Werkstattgebäude im Hof; Klinkerfassade, als Bestandteil des historistischen Stadterweiterungsgebietes von baugeschichtlichem Wert Auf dem Pachtgelände des Gutspächters Albert Brömme begehrte der Cementarbeiter bzw. Cementwarenfabrikant Max Tauber 1893 die Errichtung eines Schuppengebäudes zur Herstellung von Cementwaren, 1902 erging Bauantrag für ein Wohngebäude nebst Waschhaus durch den Schmiedemeister Friedrich Wilhelm Sauer aus Leipzig-Neusellerhausen. Unter Vertrag stand Architekt E. August Stehmann. Im August 1903 gerieten Pläne für ein eingeschossiges Werkstattgebäude mit Klinkerfassade (August 2013 noch unsaniert) zur Einreichung und am 6. Oktober wurden alle Baulichkeiten auf dem Grundstück der Schlußbesichtigung unterzogen. Ende 2004/Anfang 2005 Errichtung von Balkonen nach Berechnungen von Dipl.-Ing. Rüdiger König, wohl in etwa gleichzeitig mit der Sanierung des Hauses. Die bis auf ein verputztes Erdgeschoss originale Fassade mit Klinkerverblendung in den Obergeschossen, Kunststeinformteilen und jugendstiligem Stuckdekor, der Hauseingang über den Hof. Von Schauwert die vier eisernen Maueranker an der Straßenfassade, Ausstattungselemente des Zweispänners sind überkommen. Doppelhaus mit Nummer 5, baugeschichtlich und ortsentwicklungsgeschichtlich bedeutsam als Zeugnis der Paunsdorfer Ortserweiterung um 1900. LfD/2013 | 09262099 |
| Weitere Bilder                          | Mietshaus                                   | Johannes-Kärner-Straße 5 (Karte)            | 1902–1903 (Mietshaus) | Mietshaus in halboffener Bebauung (bauliche Einheit mit Nr. 3 - siehe Obj.-ID: 09262099); ehemals mit Laden, Klinkerfassade, baugeschichtlich und ortsteilentwicklungsgeschichtlich von Bedeutung Schmiedemeister Wilhelm Sauer aus Leipzig-Neusellerhausen erwarb das Grundstück zwecks Erbauung eines Wohnhauses. Entwürfe lieferte Architekt E. August Stehmann, der auch die Bauleitung übernahm. Das viergeschossige Mietwohngebäude mit Laden im Erdgeschoss (bei Sanierung Umbau zu Wohnraum) entstand in den Jahren 1902/1903, zeitgleich ein Waschhaus im Hof. Über genutetem Parterre erhebt sich eine verklinkerte Fassade mit Gliederungselementen aus Kunststein, insbesondere verwendet bei den beiden mittleren Etagen. Sichtbare eiserne Maueranker und einige erlesene Jugendstil-Dekorationen tragen zum vornehmen Erscheinungsbild des (Doppelmiets)hauses bei. Teile der Ausstattung sind erhalten, die bauzeitliche Toranlage ist leider beseitigt. Auf ein seltenes Detail sei hingewiesen, die gesonderte Zeichnung des gemeinschaftlichen Brandgiebels mit Haus Nummer 3 in der Bauakte. Sanierung 2015. Das Haus Baugeschichtlich und ortsentwicklungsgeschichtlich bedeutsam, Zeugnis der Ortserweiterung um 1900. LfD/2014, 2015 | 09262100 |
| Weitere Bilder                          | Mietshaus                                   | Johannes-Kärner-Straße 7 (Karte)            | 1902 (Mietshaus) | Mietshaus in halboffener Bebauung (bauliche Einheit mit Nr. 9 - siehe Obj.-ID: 09299159); Klinkerfassade, Baugeschichtszeugnis des Stadterweiterungsgebietes Der 1902 in halboffener Bebauung errichtete Mietshausbau ist mit dem Namen des Maurermeisters Arthur Fichtner verbunden, der in Personalunion Finanzierung, Ausführung und Bauleitung innehatte. Auf den Plänen wird als Bauherr Hermann Thurow genannt, der das Grundstück übernahm. Im Jahresübergang 1906/1907 erfolgte ein Ladeneinbau (Rückbau zu Wohnraum 1951–1953), 1939 wurden Fassadenarbeiten beantragt (Abschlagen aller Stuckteile und Verputz mit sogenanntem Leipziger Kratzputzes) sowie 1954 ein Giebelneuverputz. Von 1997 bis 1999 Sanierung und Modernisierung nebst Ausbau des Dachgeschosses und Balkonanbau durch Dr. Ulrich Söhne & Partner GbR aus Wiesloch. Kunststein-Fensterverdachungen in den beiden mittleren Etagen sowie grünglasierte Ziegelbänder gliedern die in die Fläche gelegte und axialsymmetrisch konzipierte Klinkerfassade über verputztem Erdgeschoss, die Ausstattung ist weitgehend erhalten. Als Doppelhaus mit Nummer 9 baugeschichtlich bedeutsam als straßenraumcharakterisierender Bestandteil im Paunsdorfer Ortserweiterungsgebiet, Zeugnis der Baukultur im 1900. LfD/2013 | 09299153 |
| Weitere Bilder                          | Mietshaus                                   | Johannes-Kärner-Straße 8 (Karte)            | 1902–1903 (Mietshaus) | Mietshaus in halboffener Bebauung (bauliche Einheit mit Nr. 10), mit Vorgarten; Klinkerfassade, ortsentwicklungsgeschichtlich und baugeschichtlich bedeutsamer Bau als Zwillingshaus im Spannungsfeld zwischen Historismus und Jugendstil Entwurf, Ausführung und Bauleitung übernahm Architekt Hugo Bedemann aus Leipzig-Volkmarsdorf für Fräulein Elsbeth Kühne, die das Grundstück von den Gebrüdern Carl und Wilhelm Böttger erworben hatte, das Mietshaus entstand 1902–1903 mit historistischer Klinkerfassade über verputztem Erdgeschoss. Neben dem herkömmlichen Stuckdekor erste Anklänge an den Jugendstil erkennbar, ein schwach vortretender Mittelrisalit. Jeweils Stube, zwei Kammern und Küche mit Speisekammer gingen in den beiden pro Etage eingerichteten Wohnungen vom Korridor ab. Im Dachgeschoss war eine Einquartierungsstube vorgesehen. Auf dem Nachbargrundstück zeitgleich Erbauung des Vorderwohngebäudes und somit als Geschwisterhaus freistehend in einheitlichem Erscheinungsbild. 1993 Bauantrag zum Ausbau des Dachgeschosses durch Michael Knust aus Wyk. Ortsentwicklungsgeschichtlich und baugeschichtlich bedeutsamer Bau als Zwillingshaus im Spannungsfeld zwischen Historismus und Jugendstil. LfD/2012 | 09262101 |
| Weitere Bilder                          | Mietshaus                                   | Johannes-Kärner-Straße 9 (Karte)            | 1902 (Mietshaus) | Mietshaus in halboffener Bebauung (bauliche Einheit mit Nr. 7 - siehe Obj.-ID: 09299153); Klinkerfassade, baugeschichtlich und stadtteilentwicklungsgeschichtlich von Interesse Der 1902 in halboffener Bebauung errichtete Mietshausbau ist wie der Nachbarbau mit dem Namen des Maurermeisters und Bauunternehmers Heinrich Bernhard Arthur Fichtner verbunden, der in Personalunion Finanzierung und Ausführung innehatte. Als Bauleiter wird der Name Karl Schubert genannt. Jeweils drei Wohnräume waren pro Wohnung im Doppelspänner neben Küche und Korridor vorgesehen. 1939 wurden Fassadenarbeiten vom Eigentümer, dem Polizeikommissar Paul Lunkewitz, beantragt und durch die Behörden genehmigt. Vorgesehen war das Abschlagen allen Stucks und ein Aufbringen von Leipziger Kratzputz auf Traufe und Erdgeschoss. Übernahme des Auftrages durch das Leipziger Baugeschäft E. Hoffmann. Im August 2013 erfolgten der Balkonanbau auf der Hofseite, Fassadenarbeiten und die Neugestaltung des Hofes. Die axialsymmetrisch konzipierte Klinkerfassade über verputztem Erdgeschoss (Doppelhaus mit Nummer 7) wird akzentuiert durch Kunststein-Fensterverdachungen in den beiden mittleren Etagen sowie Bänder grünglasierter Ziegel. Leider sind Stuckverzierungen über den Fenstern der Beletage verloren. 1920–1922 Errichtung eines Stallgebäudes mit Heuboden für den Produktenhändler Oskar Schirmer. LfD/2013 | 09299159 |
| Weitere Bilder                          | Mietshaus                                   | Johannes-Kärner-Straße 10 (Karte)           | 1902 (Mietshaus) | Mietshaus in halboffener Bebauung (bauliche Einheit mit Nr. 8), mit Vorgarten; Klinkerfassade, baugeschichtlicher Wert als Zwillingshaus im geschlossenen Quartier Entwurf, Ausführung und Bauleitung übernahm Architekt Hugo Bedemann aus Leipzig-Volkmarsdorf für den Bauherrn Karl Böttger, genannt ist auch Martha Elsbeth Bötter geb. Kühne. Das Mietshaus entstand 1902 mit historistischer Klinkerfassade über verputztem Erdgeschoss und herkömmlichem Stuckdekor ein schwach vortretender Mittelrisalit mit Muschelmotiv in den Fensterverdachungen. Jeweils Stube, zwei Kammern und Küche mit Speisekammer gingen in den beiden pro Etage eingerichteten Wohnungen vom Korridor ab. Auf dem Nachbargrundstück in etwa zeitgleiche Erbauung des Vorderwohngebäudes und somit als Geschwisterhaus freistehend in einheitlichem Erscheinungsbild zu sehen. Im Dachgeschoss war eine Einquartierungsstube vorgesehen, der Einbau einer Dachgeschosswohnung beauftragt von Ida Anna verw. Pötzsch geb. Weber 1931 und erledigt von Architekt Georg Schumann. Ein kompletter Neuverputz der Fassaden war 1956 vorgesehen und dafür die Fa. Ernst Hoffmann Maurerarbeiten im Gespräch. Verkauf der Liegenschaft 1994 von Anja Beckhaus geb. Weiske an Jürgen Poschmann, Inhaber einer Immobilienfirma. Derselbe Antragsteller für Instandsetzung und Modernisierung sowie Dachgeschossausbau 1994/1995 unter Einbeziehung von Dipl.-Ing. Joachim Braun aus Leipzig. Baugeschichtlich und ortsteilentwicklungsgeschicthlich von Bedeutung. LfD/2012 | 09262102 |
| Weitere Bilder                          | Mietshaus                                   | Johannes-Kärner-Straße 12 (Karte)           | 1903 (Mietshaus) | Mietshaus in halboffener Bebauung (bauliche Einheit mit Nr. 14), mit Vorgarten; Klinkerfassade, baugeschichtlich wertvoller Wohnungsbau mit qualitätvoller Ausstattung Gemeinsam finanzierten fünf Herren die Erbauung eines Wohngebäudes nebst Waschhaus im Hof im Jahresverlauf 1903: Max Hugo Reiß, Max Emil Rost, Hugo Edmund Apitzsch, Carl Friedrich Wilhelm Anders, Louis Rudolf Arthur Meißner. Der Name Georg Schumann steht unter den eingereichten Plänen. Pro Etage waren zwei Wohnungen eingebaut mit drei Räumen nebst Küche, Vorsaal sowie Abort im Treppenhaus. In den Jahren 2000/2001 erfolgten Umbau, Sanierung und der Anbau von zwei Balkonanlagen nach Unterlagen von Architektin J. Endrass aus München. Gemeinsam mit Nummer 14 (gleiche Bauherren) bildet das Gebäude ein Doppelhaus, ist die gelbe Klinkerfassade durch Kunststeinformteile und Jugendstilstuck rhythmisiert. Das Erdgeschoss besitzt Putznutung und Strukturputzfelder, eindeutig zu groß geraten sind die Gauben des Dachgeschossausbaus. Das Haus ist Bestandteil des qualitätvollen Ortserweiterungsgebietes, daher baugeschichtlich und ortsentwicklungsgeschichtlich von Bedeutung. LfD/2014, 2015 | 09262103 |
| Weitere Bilder                          | Mietshaus                                   | Johannes-Kärner-Straße 14 (Karte)           | 1903–1904 (Mietshaus) | Mietshaus in halboffener Bebauung (bauliche Einheit mit Nr. 12), mit Vorgarten; Klinkerfassade, baugeschichtlich bedeutsamer Mietwohnungsbau als Zeugnis der Ortsteilerweiterung Ein Bauherrenquintett übernahm die Finanzierung des von Georg Schumann konzipierten Wohngebäudes (nebst freistehendem Waschhaus) ab Juni 1903: Max Hugo Reiß, Max Emil Rost, Hugo Edmund Apitzsch, Carl Friedrich Wilhelm Anders, Louis Rudolf Arthur Meißner. Das Gebäude war als Doppelhaus mit Nummer 12 geplant und wurde etwa ein halbes Jahr später, im April 1904, fertig. Als Ausführender darf Adolph Heßlich angesehen werden. 1919 begehrte Grundstückseigentümer Max Reiß die Errichtung eines Niederlagsgebäudes mit der Nutzung als Maschinenbauerei-Werkstatt, in den Kriegsjahren 1942/1943 kam eine Erweiterung zur Umsetzung, da die Fa. Rudolf Reiß als mechanische Werkstatt Zulieferverträge mit der HASAG und somit Wehrmachtsaufträge zu erfüllen hatte. Teile der Hofbebauung erfuhren eine Umnutzung zum Carport 1998/1999 im Zusammenhang mit der Sanierung und dem Umbau sowie der Einrichtung von Wohnungen im Dachgeschoss, die überdimensionierten Dachgauben stören das Erscheinungsbild des Hauses. Pläne fertigte Architektin J. Endrass aus München. Über geglättetem Parterre liegen zwei mit gelben Klinkerblendern verkleidete Obergeschosse, wobei die Beletage durch Jugendstilstuck und kräftige Fensterverdachungen auf Konsolen hervorgehoben wird. Das Jugendstilhaus ist baugeschichtlich und ortsentwicklungsgeschichtlich bedeutsam als Zeugnis der Ortserweiterung im 1900. LfD/2014, 2015 | 09262104 |
| Weitere Bilder                          | Mietshaus                                   | Johannes-Kärner-Straße 15 (Karte)           | 1901–1902 (Mietshaus) | Mietshaus in halboffener Bebauung; Klinkerfassade, baugeschichtlich und stadtteilentwicklungsgeschichtlich von Bedeutung Am 18. Januar 1901 wurde der Bauantrag gestellt für ein Wohnhaus nebst Waschhaus sowie 1902 für eine Bäckerei mit Pferdestall im Hof, für Dezember 1902 datiert die Anzeige der Fertigstellung. Kassenbote Friedrich Albert Fuchs übernahm als Bauherr die Finanzierung und Maurermeister F. August Grosse die Ausführung und Bauleitung. Zwei Wohnungen befanden sich im Parterre und jeweils ihrer drei in den darüber liegenden Geschossen. Der ehemalige Laden erfuhr den Umbau zu Wohnzwecken 1956 durch Willybald Heyne und Architekt Horst Neider, im Sommer 2000 wurde Bauantrag gestellt für Dachgeschossausbau, Umbau und Sanierung. Über verputztem Erdgeschoss präsentiert sich die Fassade mit rotfarbenen Klinkerblendern und Kunststeinformteilen sowie Jugendstil-Reliefplatten über den Fenstern der beiden mittleren Etagen. Je zwei Fensterachsen seitlich und die Mittelachse sind durch dreieckige und halbrunde Fensterverdachungen etwas herausgehoben. Qualitätvoller Mietshausbau im Paunsdorfer Ortserweiterungsgebiet, baugeschichtlich von Bedeutung. LfD/2014, 2015 | 09262106 |
| Weitere Bilder                          | Wohn- und Wirtschaftsgebäude                | Lehdenweg 2; 4 (Karte)                      | um 1800 (Wirtschaftsgebäude) | Wohn- und Wirtschaftsgebäude eines ehemaligen Rittergutes; 2003 Abbruch der Gebäudefront an der Theodor-Heuss-Straße, letzte Zeugnisse des Rittergutes Paunsdorf, bau- und ortsgeschichtlich von Bedeutung, Bestandteile der alten Ortskernbebauung | 09262144 |
| Weitere Bilder                          | Pfarrhaus                                   | Riesaer Straße 31 (Karte)                   | um 1850 (Pfarrhaus), 1902–1904 (Pforte) | Pfarrhaus in halboffener Bebauung und Nebengebäude im Hof, Einfriedung und seitliches Eingangsportal zum Hof; schlichter Putzbau, baugeschichtlich und ortshistorisch von Bedeutung | 09260903 |
| Weitere Bilder                          | Gemeindehaus                                | Riesaer Straße 31 (Karte)                   | 1933 (Gemeindehaus) | Kirchgemeindehaus, mit Putzfassade, baugeschichtlich und ortsteilentwicklungsgeschichtlich bemerkenswertes Gebäude im Ensemble mit altem Pfarrhaus und Kirche | 09260902 |
| Weitere Bilder                          | Mietshaus                                   | Riesaer Straße 37 (Karte)                   | 1896 (Mietshaus), 1909–1913 (Werkstatt) | Mietshaus in halboffener Bebauung, mit Einfriedungsmauer zum Hof, Werkstattgebäude im Hof und Schornstein; mit Läden und mit Tordurchfahrt, Klinkerfassade, repräsentativer Mietwohnungsbau in straßenraumgestaltender Lage, baugeschichtlich und ortsteilentwicklungsgeschichtlich von Bedeutung, als Schmiede mit besonderem Dokumentationswert und Wert für die Volksbildung | 09291701 |
| Weitere Bilder                          | Mietshaus                                   | Riesaer Straße 39 (Karte)                   | 1905–1906 (Mietshaus) | Mietshaus in geschlossener Bebauung; mit Läden, Klinkerfassade mit zwei Erkern, straßenraumprägender Bau vom Beginn des 20. Jahrhunderts mit baugeschichtlichem und ortsentwicklungsgeschichtlichem Wert 1903 wird berichtet, „wie das ganze Grundstück sich in einem etwas verwahrlosten Zustande befinden.“ Im Dezember 1905 erfolgten der Abbruch aller Baulichkeiten und die Beantragung der Neuerrichtung eines Wohn- und Waschhauses beantragt durch den Grundstückseigentümer und Gemeindevorstand Heinrich Robert Dölling. Architekt Gustav Bobach leitete die Arbeiten im Jahresverlauf 1906, wobei ein repräsentatives Wohn- und Geschäftshaus entstand mit zwei Ladenwohnungen im Erdgeschoss sowie zwei Mieteinheiten im 1. und 2. Stock, deren drei ganz oben. Unterm Dach waren nur Bodenraum nebst einer Einquartierungsstube vorgesehen. Straßenseitig klammern zwei vielleicht etwas zu groß geratene, verputzte Polygonalerker die dazwischen liegende Klinkerfläche der Fassade, die Fenster besitzen wirkungsvolle, elegante Verdachungen aus Kunststein und Stuck. Ein Dachhaus mit Giebelabschluss unterstützt die Akzentuierung der Mittelachse, in die sich auch die geschmackvolle Hauseingangstür und deren flächige Rahmung fügt. Wegen Einrichtung einer Apotheke kam 1907 ein kleiner hofseitiger Anbau hinzu, der 1933 als Notwohnung umgenutzt wurde. Zur gleichen Zeit erfolgten die Beseitigung der Trockenaborte und ein Einbau von Wasserklosetts in den Kammern der Obergeschosse (Architekt Horst Neider). Die insgesamt recht beispielgebende gute Sanierung 1998 bis 1999 unter Architekt Frank Hippler für zwei Tübinger Unternehmer, wobei allerdings leider auf eine Wiederherstellung der Turmaufsätze auf die Erker verzichtet wurde. Wirkungsvoll präsentiert sich die freundliche Fassade des ausklingenden Jugendstils mit typischen Jalousieblechen, der qualitätvollen doppelflügligen Hauseingangstür sowie zahlreiche originale Details im Innenraum. LfD/2016 | 09290318 |
| Weitere Bilder                          | Mietshaus                                   | Riesaer Straße 47 (Karte)                   | 1891–1892 (Mietshaus) | Mietshaus in geschlossener Bebauung; mit Läden, Klinkerfassade, baugeschichtlich und straßenraumcharakterisierend bedeutsam Carl Friedrich Berthold initiierte den Wohnhausbau im geschlossenen Blockrand zum Frühjahr 1891 unter Hinzuziehung des Baugewerkers Wilhelm Kubasch und nahm das Haus ein Jahr später in Gebrauch. Die zwei Wohnungen in jeder der oberen Etagen besaßen eine Stube, zwei Kammern sowie Küche, Vorsaal und die Aborte auf der halben Treppe. Im Erdgeschoss war eine Durchfahrt eingerichtet, 1910 kam ein Laden dazu für Fleischermeister Alfred Nagel unter Hinzuziehung des Architekten Gustav Bobach (Umbauten wieder 2005/2006). Über der heute recht entstellten Erdgeschosszone (ehemals Putznutung) liegt eine gelbe Klinkerfassade mit einfachen Kunststeingliederungen und historistischem Stuckdekor über den Fenstern der beiden mittleren Etagen. Der Traufbereich der Fassade ist geglättet, Teile der Innenausstattung jedoch erhalten. Mietwohnungsbau vom Ende des 19. Jahrhunderts, baugeschichtlich und ortsentwicklungsgeschichtlich bedeutsam. LfD/2015 | 09294766 |
| Direkt Bild zu diesem Denkmal hochladen | Turnhalle                                   | Riesaer Straße 48 (Karte)                   | 1895–1896 (Turnhalle) | Turnhalle in geschlossener Bebauung; Putzfassade, Seltenheitswert, Dokument der Ortsteilentwicklung, sozialhistorisch und baugeschichtlich von Bedeutung, Erinnerungswert Zunächst wurde nur eine Skizze eingereicht für die Erbauung einer Turnhalle: am 19. Mai 1895. Der offizielle Bauantrag kam im Juli zur Beantragung durch den Allgemeinen Turnverein zu Paunsdorf, der das Grundstück von Hauptmann Breiting erworben hatte und dessen Vorsitzender Otto Schubert nun die Pläne unterzeichnete. Entwürfe, Ausführung, statische Berechnungen und die Bauleitung übernahm Architekt Hugo Bechmann aus Leipzig-Neustadt. In dem 15 mal 27 Meter Grundfläche einnehmenden Gebäude fanden neben dem Turnsaal im Erdgeschoss das Entrée, Garderobe sowie Vorstandszimmer Raum, im oberen Stock eine Galerie und die Hausmannswohnung. Ein zweiter Entwurf verzichtete auf die Einrichtung einer solchen Wohnung im Vereinsgebäude. Am 9. Juni 1896 erfolgte die Schlußprügung. Zehn Monate dauerten 1930 umfangreichere Um- und Erweiterungsbauten, die der A.T.V. Leipzig-Paunsdorf e. V. unter seinem ersten Vorsitzenden Paul Oehlschlegel initiierte und hierfür das Büro der Architekten Bock, Paatzsch & Thier verpflichtete. Durch die Erweiterung wurde die Einrichtung eines Podiums mit Garderobe möglich, im Kopfbau sind nun wieder eine Wohnung neben Sitzungszimmer, Waschraum und Brausen sowie WC, ein Umkleideraum für Turner und eine 30 Quadratmeter große Galerie untergebracht, die Heizung nicht zu vergessen. Ausführung der Statik übernahm die Abteilung Eisenbau Schiege der Firma Wolf Netter & Jacobi-Werke KG auf Aktien, die Toranlage zum Grundstück das Baugeschäft Walter und Louis Löbe. Aktenkundig sind 1957 eine Schwammsanierung und 1989 beabsichtigte Veränderungen am Gebäudeabschluss sowie der Dachentwässerung. Noch heute prägt das Sporthallengebäude den Straßenraum mit seiner dem späten Art-Déco-Stil verpflichteten Putzfassade und zeigt die raffinierte Ausnutzung des schmalen aber tiefen Grundstücks. Der kleine Giebel und die Putzlisenen des Risalits aus rötlich eingefärbtem Kunststein erinnern an die 1928 von Willy Kögler wirkungsvoll in Szene gesetzte Fassade des Fortuna-Lichtspielhauses in der heutigen Eisenbahnstraße 162. Ausgenommen schlicht präsentiert sich die fünfachsige Fassade zur Straße, deren Klinkersockel bedauerlicherweise komplett verputzt ist, Teile der Innenausstattung sind erhalten. Für das Gebäude sind ein sozialgeschichtlicher, baugeschichtlicher und ortsentwicklungsgeschichtlicher Wert zu konstatieren. LfD/2016 | 09291508 |
| Weitere Bilder                          | Mietshaus                                   | Riesaer Straße 49 (Karte)                   | 1890–1891 (Mietshaus) | Mietshaus in geschlossener Bebauung in Ecklage; mit Läden, Putzfassade, markanter Eckbau mit baugeschichtlichem und ortsteilentwicklungsgeschichtlichem Wert Karl Berthold initiierte den wirkungsvoll im Straßenraum in Erscheinung tretenden Eckbau zur heutigen Sachsenstraße, für den der geprüfte Baugewerker Wilhelm Kubasch neben der Entwurfsplanung und wohl auch die Ausführung übernahm. Nachdem das 1890 beantragte Vorhaben 1891 abgeschlossen war erfolgte in den Jahren 1910/1911 ein Ladeneinbau durch den Architekten Gustav Bobach. Umbau, Sanierung und Dachgeschossausbau wohl 1998 bis 2001 durch die Grimm/Helbig GbR unter Verpflichtung von Diplom-Bauingenieur Thomas Beyer aus Bienitz. Der historistische Bau mit etwas geglätteter Putzfassade, Fensterverdachungen aus Kunststein in den beiden mittleren Etagen, verbrochener Ecke, Stuckdekor im Traufbereich und 1995 noch mit weitgehend erhaltener Ausstattung. Einhergehend mit der Sanierung Verlust der originalen Hauseingangstür und der historischen Ladenfront. Städtebaulich wirkungsvolles Eckhaus mit baugeschichtlichem und ortsteilentwicklungsgeschichtlichem Wert. LfD/2013 | 09294767 |
| Weitere Bilder                          | Mietshaus                                   | Riesaer Straße 51 (Karte)                   | 1889–1890 (Mietshaus) | Mietshaus in ehemals geschlossener Bebauung, mit Vorgarten; viergeschossiges Gebäude mit Läden, historistische Putzfassade, ehemals Gasthof, als Start- und Zielort des ersten inoffiziellen (1897) als auch des ersten offiziellen Marathonlaufes in Deutschland (1898) von besonderer stadtgeschichtlicher Bedeutung | 09291773 |
| Weitere Bilder                          | Mietshaus                                   | Riesaer Straße 53 (Karte)                   | 1889–1891 (Mietshaus) | Mietshaus in geschlossener Bebauung und in Ecklage, mit Vorgarten; reich gestaltete Putzfassade, markanter Eckbau mit baugeschichtlicher und städtebaulicher Bedeutung, Zeugnis der Ortsentwicklung Richard Gustav Filz, Schankwirt und Restaurateur von Beruf, initiierte das Eckhaus unter Beteiligung des geprüften Baugewerkers Wilhelm Kubasch. Pläne hierfür und für ein Waschhaus, wurden 1889 eingereicht und nach neu übersandten, geänderten Zeichnungen am 13. August 1890 genehmigt. Zum 22. Dezember datiert die Schlußbesichtigung. Im Erdgeschoss waren wegen der Durchfahrt nur drei Wohnungen vorgesehen, in den oberen Etagen deren vier. Umbauarbeiten (Sanierung) und der Dachgeschossausbau fallen in die Jahre 1995/1996 für die Rostocker Handelskontor GmbH. Auf den Plänen der Erbauungszeit ist kein Ladeneinbau zu sehen (später Ladeneinbau übers Eck, der heute wieder beseitigt ist). Wirkungsvoll markiert das 17achsige Eckgebäude zur Johannes-Kärner-Straße den Straßenraum, zeigt sich deutlich die historistische Architekturauffassung durch eleganten Stuckdekor und rahmende Formteile aus Kunststein. Auf der verbrochenen Ecke erhebt sich ein kleines Dachhaus über die viergeschossige Putzfassade, in den 1990er Jahren wurden Kunststofffenster eingebracht, die heute wieder beseitigt sind. Teile der Ausstattung dürften erhalten sein. Großartig wirkender Eckbau mit baugeschichtlicher und ortsentwicklungsgeschichtlicher Bedeutung, ein früher Bau der Paunsdorfer Ortserweiterung. LfD/2014, 2015 | 09290722 |
| Weitere Bilder                          | umgebaute Fabrik                            | Riesaer Straße 53a (Karte)                  | 1897–1898 (Fabrik), 1923 (Pförtnerhaus und Fahrradschuppen) | Zu Wohnungen umgebaute Fabrik (Anschriften: Böttgerstraße 1, Johannes-Kärner-Straße 2a/2b und Riesaer Straße 53a), mit Hofgebäude (Anschrift: Johannes-Kärner-Straße 2), Nebengebäude an der Böttgerstraße, Hofpflasterung und Vorgarten; stattliches Gebäude mit Klinkerfassade, Zeugnis der Ortsentwicklung, stadtbildprägend | 09262120 |
| Weitere Bilder                          | Mietshaus                                   | Riesaer Straße 55 (Karte)                   | 1906–1908 (Mietshaus) | Mietshaus in geschlossener Bebauung (bauliche Einheit mit Böttgerstraße 2), mit Vorgarten; Putzfassade, baugeschichtlich bedeutsames Wohnungsbau an der Ortsausfallstraße Zunächst zeichnete Architekt Gustav Bobach (1906) verantwortlich für den Mietshausbau der Bauunternehmer Carl Friedrich Wilhelm Anders, Max Hugo Reiß und Max Emil Rost, bevor die Planänderungen beinhaltende Bauleitung am 24. Juli 1907 an den Architekten Ernst Schumann überging. Bauantrag war bereits ein Jahr zuvor gestellt worden, die Arbeiten zogen sich jetzt nochmals ein gutes Jahr hin, bis am 20. August 1908 die Schlußresvision erfolgte. In den Obergeschossen lagen jeweils zwei Wohnungen mit einer Stube, zwei Kammern, Küche und Vorsaal, eine der beiden Erdgeschosswohnungen war um eine Kammer reduziert. Statt einer ursprünglich im Dachgeschoss vorgesehenen Waschküche sollte 1907/1908 ein freistehendes kleines Waschhaus im rückwärtigen Bereich entstehen, da das Wohnhaus „komplett an Bahnbeamte vermietet worden“ war und diesen wegen der Nachtdienste eine Lärmbelästigung im Haus nicht zugemutet werden sollte. 1993 Umbauantrag für eine Erdgeschosswohnung zur Arztpraxis. Die Fassadenzeichnung zeigt eine ungewöhnlich elegante Struktur, hervorgerufen durch unterschiedliche Putzstrukturen und feinsinnigen Jugendstildekor, zwei das dreiachsige Mittelfeld rahmende Seitenrisalite und ein Zwerchhaustürmchen. Heute zeigt sich die Fassad über dem original mit Naturstein(platten) verblendeten Erdgeschoss stark vereinfacht. Weitgehend erhalten ist die qualitätvolle Ausstattung, die Haustür ist neu. Das Gebäude bildet mit dem angrenzenden Eckbau Böttgerstraße 2 ein Ensemble. Baugeschichtlich und ortsentwicklungsgeschichtlich von Wert. LfD/2013 | 09262121 |
| Weitere Bilder                          | Fabrik- und Kontorgebäude                   | Riesaer Straße 60; 62; 64 (Karte)           | 1911–1912, später erweitert (Fabrikgebäude) | Vier Fabrikgebäude (Nr. 60-64) und Kontorgebäude (ehem. Nr. 58) einer Fabrik; Klinkerfassade, technikgeschichtliches Denkmal und architektonisch ansprechendes Zeugnis für die Industrieansiedlung im Zusammenhang mit dem Auf- und Ausbau der Eisenbahn, Erinnerungswert; ehemals Maschinenfabrik Christian Mansfeld; später VEB Leuchtenbau Leipzig | 09294771 |
| Weitere Bilder                          | Hallen eines Straßenbahnhofs                | Riesaer Straße 67 (Karte)                   | 1913 (Straßenbahndepot) | Hallen I und II eines Straßenbahnhofs; sechsgleisige Halle I mit genieteten Stahlträgern und zehngleisige Halle II als Stahlbetonkonstruktion, baugeschichtlich und technikgeschichtlich von Bedeutung | 09294770 |
| Weitere Bilder                          | Fabrikgebäude                               | Riesaer Straße 72 (Karte)                   | 1901/1902 (Fabrik) | Fabrikgebäude; gelbes Klinkergebäude mit zwei turmähnlichen Bauteilen, baugeschichtlich von Interesse, technisches Denkmal, Erinnerungswert | 09294769 |
| Weitere Bilder                          | Fabrikanlage                                | Riesaer Straße 74 (Karte)                   | 1920/1930 (Fabrikhalle) | Fabrikanlage bestehend aus Verwaltungsgebäude, Kontorgebäude und Fabrikhalle; Klinkerfassade, technikhistorisches Denkmal, Erinnerungswert, Dokument der Industrialisierung auf Paunsdorfer Flur | 09294773 |
| Direkt Bild zu diesem Denkmal hochladen | Vereinshaus                                 | Riesaer Straße 101 (Karte)                  | 1928–1929 (Sportlerheim) | Vereinshaus am Sportplatz und Tribüne eines Stadions; Putzfassade, Zeugnis der Vereinsgeschichte, baugeschichtlich und Landschaftsgestaltung von Bedeutung, Erinnerungswert 1902 wurde der Fußball-Club Fortuna als Verein eingetragen, erster Vorsitzender war Curt Ulrich. Auf einem Grundstück von Gutsbesitzer Hermann Berg kam 1914–1915 ein Kantinenneubau bzw. eine Unterkunftshalle zur Ausführung. Im April 1924 begehrte der nunmehr „Sportverein Fortuna 02 Engelsdorf e. V.“ genannte Sportplatzbetreiber ein Vereinshaus neu zu errichten. Das Büro von Architekt Max Fricke übernahm 1928 den Planungsauftrag für eine Erweiterung der bereits vorhandenen Sportplatzanlage (Eingangsbauten). Baumeister Curt Sieg erhielt im gleichen Jahr den Zuschlag für die Entwurfsarbeiten zur Erbauung des seinerzeit nicht ausgeführten Vereinshauses, das Baugeschäft von Maurermeister Kurt Lieder hinsichtlich der Ausführungsarbeiten. Entstehen sollte ein „Vereinshaus mit Saalanbau für regelmäßiges Training und für gymnastische Übungsmöglichkeit in den Wintermonaten“, waren Umkleidemöglichkeiten zu erweitern und herzustellen Küche, Büfett, Bierkeller, Wirtschaftskeller, Abortanlagen, eine Gaststube mit Sitzungszimmer und schließlich auch ein Umkleideraum für den Wirt. Auf den 4. Januar 1929 datiert die Einladung zur „Weihe unseres Klubhauses“. In den Kriegsjahren befand sich auf dem Grundstück ein Barackenlager des nahen Reichsbahn-Ausbesserungswerkes. Zu sozialistischen Zeiten trug das Sportstättenareal den Namen „Ernst-Steinfurth-Stadion“, 1981 fanden hier beispielsweise die Junioren-Weltmeisterschaften im Radsport statt (Gedenktafel am Haus). Das verputzte Gebäude besitzt einen klaren Architekturaufbau, Putzfassade und Klinkersockel, verzichtet jedoch auf jeglichen Stuckdekor. Deutlich setzt sich der eingeschossige Saalanbau vom zweigeschossigen Hauptgebäude ab, das einen kleinen vorgelagerten Windfang besitzt. Alle Dächer besitzen nur eine geringe Neigung. Erhalten sind auch zwei hölzerne Kassenhäuser vor dem Zugang zum Sportplatzgelände. LfD/2014, 2015 | 09261070 |
| Direkt Bild zu diesem Denkmal hochladen | Mietshaus                                   | Sachsenstraße 1 (Karte)                     | 1892–1893 (Mietshaus) | Mietshaus in halboffener Bebauung, mit seitlicher Toreinfahrt; Klinkerfassade, baugeschichtlich und ortsentwicklungsgeschichtlich von Bedeutung Der geprüfte Baugewerker W. Kubasch fertigte die Zeichnungen für den als Bauherrn fungierenden Maurer Carl Friedrich Berthold, der zwischen April 1892 und Januar 1893 das Vorderwohnhaus zur Ausführung kommen ließ. Auf Winkel-Grundriss entstand zur gleichen Zeit ein Nebengebäude, in dem Waschhaus, Rollkammer, Werkstatt und Stall vorgesehen waren. In den Wohnungen des Zweispänners jeweils Stube, zwei Kammern, Küche, Flur und Aborte auf der Halben Treppe. Zum beabsichtigten Um- und Ausbau des Dachgeschosses und des 3. Obergeschosses wurde 1957 ein Erläuterungsbericht vorgelegt. Antragsteller war Malermeister Herbert Dietrich, für den Architekten und Baumeister Gerhard Harttrig die Pläne fertigte. Vom 16. Januar 1958 datiert der Gebrauchsabnahmeschein. Zeitgleich vermutlich der Neuverputz des freistehenden Giebels und der Hoffront. Reich dekoriert mit teils kräftigen Elementen aus Kunststein und Stuck sind die beiden mittleren Etagen des viergeschossigen Hauses, dessen Fassade mit Ausnahme des verputzten Erdgeschosses verklinkert ist. Die Ausstattung dürfte weitgehend erhalten sein. Baugeschichtlich und ortsentwicklungsgeschichtlich bedeutsam. LfD/2013 | 09294768 |
| Weitere Bilder                          | Mietshaus                                   | Sachsenstraße 11 (Karte)                    | 1893–1895 (Mietshaus) | Mietshaus in halboffener Bebauung, Hofpflaster und seitliche Toreinfahrt; viergeschossiges Gebäude mit originaler Ladenfront, Klinkerfassade, qualitätvoller Historismusbau, mit baugeschichtlichem und ortsgeschichtlichem Wert Von Emil Neuber unterzeichnete Pläne dienten als Grundlage für den 1893–1895 in der damaligen Wilhelmstraße errichteten Wohnhausbau, initiiert von Bernhard Becker aus Lindenau. Über Wohnung und Ladenwohnung im Parterre standen in den Obergeschossen jeweils zwei Mietbereiche – spiegelbildlich zum mittigen Treppenhaus konzipiert – für Interessenten zur Verfügung mit zwei zur Straße zeigenden Stuben, einer Kammer sowie Küche und Korridor. Ein zeitgleich errichtetes Nebengebäude im Hof nahm Waschhaus und Stallungen (für Holz und Gerätschaften) auf. Die Schlussprüfung im Dezember 1895 beantragte der neue Grundstückseigentümer Heinrich Adolph Heßlich. 1904 wurde dem Produkten- und Kolonialwarenhändler Friedrich Albin Busse die Schankerlaubnis für Branntwein versagt. Auch ein neuerlicher Antrag 1908 erfuhr eine Ablehnung mit Hinweis auf die nahe gelegene Meyersche Schankwirtschaft und den neuen Gasthof. Ein 1967 avisierter Umbau des Ladens zu Wohnraum erfolgte nicht. Im Mai 1996 erging Antrag für Modernisierung und Dachgeschossausbau. Der großzügige Laden prägt den Klinkerbau über noch 1996 original verputztem Erdgeschoss, ungewöhnlich stark gegliedert ist die Fassade in der Horizontalen, da sich die Fensterverdachungen in den zwei mittleren Etagen quasi berühren und die Fenstersohlbänke sehr breit sind. Akanthuskapitelle und ein Kymationband stützen die Traufe. Neben dem historistischen Stuckdekor der Straßenfront (und einem Laternenausleger) haben sich auch originale Elemente im Inneren des Hauses erhalten. Qualitätvoller Historismusbau mit baugeschichtlichem und ortsgeschichtlichem Wert. LfD/2013 | 09262123 |
| Weitere Bilder                          | Mietshaus                                   | Sachsenstraße 12 (Karte)                    | 1892–1893 (Mietshaus) | Mietshaus in halboffener Bebauung; Klinkerfassade, Baugeschichtszeugnis vom Ende des 19. Jahrhunderts im geschlossenen Ensemble Der Bauantrag für das Gebäude mit sieben Wohnungen und einem Laden erging unmittelbar vor Weihnachten im Jahr 1892, unterzeichnet vom Bauwilligen Johann Wilhelm Krempler. Bis Juni 1893 erfolgte die Fertigstellung durch den Maurermeister K. H. Grahl, der auch für den Entwurf zu nennen ist. Gleichzeitig entstand das freistehende, nicht mehr existierende Waschhaus. Pauline Krempler beantragte zum Jahresende 1900 ein kleines Niederlagsgebäude, das ebenfalls abgebrochen wurde. Die Fassade des Vorderhauses ist streng vertikal rhythmisiert. Über dem Stockgesims des Erdgeschosses liegen drei mit Klinkern gestaltete Obergeschosse mit kräftigem Historismusdekor. Der zeitweise entfernte Dekor jüngst rekonstruiert. Jeweils zwei Wohnungen mit Stube, Küche, zwei Kammern und Korridor, die Toiletten im Treppenhaus. Unbekannt ist, wann das Geschäft der Ladenwohnung reinen Wohnzwecken zugeführt wurde. Das im geschlossenen Straßenzug erhaltene Gebäude mit ortsgeschichtlichem und baugeschichtlichem Wert. LfD/2013 | 09262289 |
| Direkt Bild zu diesem Denkmal hochladen | Mietshaus                                   | Sachsenstraße 13 (Karte)                    | 1900–1901 (Mietshaus) | Mietshaus in halboffener Bebauung; Klinkerfassade, baugeschichtlich und ortsteilentwicklungsgeschichtlich bedeutsam als Wohnhausbau der Jahrhundertwende um 1900 Der Bauantrag für ein Wohnhaus und ein Wirtschaftsgebäude wurde im August 1900 von Maurermeister Adolph Heßlich eingereicht, für Entwurf und Bauleitung ist Architekt Gustav Bobach zu nennen. Zwei in jeder Etage spiegelbildlich konzipierte Wohnungen sollten jeweils zwei Stuben, eine Kammer sowie Küche und Vorsaal erhalten. Im Treppenhaus lagen die Aborte und im Hofgebäude waren neben Waschküche und Stall ein Baderaum für die Bewohner des Mietshauses vorgesehen. Antrag für die Erweiterung des Nebengebäudes um Pferdestall und Wagenschuppen erging Anfang des Jahres 1901, die Schlussprüfung sämtlicher Neubauten datiert vom 4. Mai. Für die Jahre 1956/1957 ist ein Neuverputz von Hof- und Giebelseite aktenkundig. Baubegehren für Sanierung und Dachgeschossausbau reichten Dipl.-Ing. Architekt Lutz Mauersberger für die Kuhne/Wolf GbR 1996 ein und im Januar 2008 Architekt Roland Adler für SF Grundstücksverwaltung GmbH aus Amberg, Baugenehmigung hierfür wurde erteilt im März 2008. Nun waren auch eine Balkonanlage vorgesehen und der Rückbau des Ladens zu Wohnraum. Zeitgleich erfolgte wohl der Abbruch aller Hofgebäude. Die drei Obergeschosse besitzen Sichtklinkermauerwerk (ehemals auch der Sockelbereich), das Erdgeschoss ist verputzt. Akzentuierung der beiden mittleren Etagen und der jeweils zwei Außenachsen. Für das Haus besteht ein baugeschichtlicher und ortsentwicklungsgeschichtlicher Wert. LfD/2013 | 09262124 |
| Weitere Bilder                          | Mietshaus                                   | Sachsenstraße 14 (Karte)                    | 1901 (Mietshaus), 1901 (Waschhaus) | Mietshaus in halboffener Bebauung (bauliche Einheit mit Nr. 16), mit Hofgebäude; Klinkerfassade, ortsentwicklungsgeschichtlich und baugeschichtlich von Wert „In jedes Geschoss kommen zwei Familienwohnungen“ notierten Zimmerpolier Alfred Schwarze und Max Klösel im Bauantrag für ein Wohngebäude in halboffener Bebauung sowie ein separat an der hinteren Grundstücksgrenze zu errichtendes Waschhaus. Ausführender des Vorhabens und wohl auch Planverfertiger war der Architekt und geprüfte Maurermeister Emil Theodor Pirnsch. Die Baugenehmigung wurde am 11. September 1901 ausgereicht, somit dürfte das Vorhaben 1902 fertig gestellt worden sein. Mittlerweile ist das Haus saniert und um Wohnungen im Dachgeschoss erweitert. Die Klinkerfassade mit Kunststeinrahmungen der Fenster und Stuckdekor des Jugendstils, dieser über den Fenstern der beiden mittleren Etagen und in der Traufzone, hier Kymationband und Konsolen. Nicht mehr vorhanden ist der Laden im Erdgeschoss, das einstmals einen Verputz mit Nutung besaß. Noch unsaniert im August 2013 war das Waschhaus. Als Zeugnis der Ortserweiterung um 1900 besitzt das Haus einen baugeschichtlichen Wert. LfD/2013 | 09262143 |
| Weitere Bilder                          | Mietshaus                                   | Sachsenstraße 16 (Karte)                    | 1901–1902 (Mietshaus), 1901–1902 (Waschhaus) | Mietshaus in halboffener Bebauung (bauliche Einheit mit Nr. 14) und Hofgebäude; ehemals mit Laden, historisierende Klinkerfassade, baugeschichtlich und ortsteilentwicklungsgeschichtlich bedeutsamer Bau im Erweiterungsgebiet Der Architekt und geprüfte Maurermeister Emil Theodor Pirnsch übernahm Entwurf, Ausführung und Bauleitung für ein Wohnhaus und ein separates kleines Nebengebäude mit Waschküche und Lager, Auftraggeber waren Max Klösel und Alfred Schwarze. Pro Etage wurden jeweils zwei Wohnungen in dem 1901–1902 erbauten Haus vorgesehen. 2002 erfolgte der Balkonanbau zum Hof. Das nur sechsachsige Haus als Doppelhaus mit Nummer 14: flächige Klinkerfassade über verputztem Erdgeschoss, mit hofseitigem Zugang und ehemals mit straßenseitigem Ladeneinbau. Fensterverdachungen aus Betonstein im 1. und 2. Obergeschoss der Fassade, Teile der Ausstattung sind erhalten. Das Waschhaus auf dem Grundstück noch unsaniert im August 2013. Baugeschichtlich und ortsentwicklungsgeschichtliches Zeugnis der Vorortentwicklung von Paunsdorf in der Zeit um 1900. LfD/2013, 2018 | 09262142 |
| Weitere Bilder                          | Mietshaus                                   | Sachsenstraße 17 (Karte)                    | 1899–1902 (Mietshaus) | Mietshaus in ehemals halboffener Bebauung; Klinkerfassade, baugeschichtlich bedeutsamer Bau im Stadterweiterungsgebiet Georg Schumann wird als Zeichner der Pläne und Ausführender genannt, Schneidermeister Max Rost als Bauherr. Das Mietshaus entstand in den Jahren 1899–1902 als Zweispänner mit jeweils zwei Stuben, Kammer, Küche und Korridor pro Wohnung. 1922 ließ der Eisendreher Gustav Sparfeld eine Werkstatt im Hof für die Fa. Gebr. Sparfeld errichten, unter Hinzuziehung des Architekten Georg Schumann. Gustav Sparfeld wird 1926 als Treibriemenfabrikant bezeichnet, die Fa. als Leder-Treibriemen-Werk. Noch 1988 wird das Werkstättengebäude genutzt (PGH Metalltechnik). Für das Vorderhaus war 1938 ein Neuverputz von Giebel- und Hofseite sowie des Erdgeschosses der Straßenfront vorgesehen unter Verwendung von hellem Sand der Grube Robert Kinne in Probstheida. In den Jahren 1998–1999 Sanierung, Ausbau des Dachbereichs zu Wohnzwecken sowie Ersatzneubau der Balkone. Mario Adler zeichnete für Immobilienbüro Kukla & Adler, Ingenieur Martin Suchanek aus Sangerhausen erstellte die Unterlagen. Ausgewogen in der horizontalen und vertikalen Gliederung erscheint die Klinkerfassade über verputztem Erdgeschoss, die streng wirkenden Fensterverdachungen aus Kunststein in den drei oberen Etagen aufweist, der Hauseingang liegthofseitig. Die Ausstattung des Treppenraumes ist weitgehend original erhalten. Für das Ortserweiterungsgebiet Paunsdorf am Anfang des 20. Jahrhunderts besitzt das Mietshaus eine baugeschichtliche Bedeutung. LfD/2013 | 09262125 |
| Weitere Bilder                          | Mietshaus                                   | Sachsenstraße 18 (Karte)                    | 1901–1902 (Mietshaus), 1901–1902 (Nebengebäude) | Mietshaus in halboffener Bebauung und Nebengebäude im Hof sowie Hofpflasterung; Klinkerfassade, baugeschichtlich bedeutsames Ensemble im geschlossenen Quartier Kräftige Fensterverdachungen und Stuckdekor prägen die Klinkerfassade des 1901–1902 errichteten Wohnungsbaus der Herren Karl Friedrich Schulze und Gustav Hermann Hessel. Unter den Plänen ist die Unterschrift von Maurermeister Robert Nimsky zu lesen, der auch die Ausführung des Hauses und im Übrigen auch die des Hintergebäudes übernahm. Dort war übrigens neben Waschküche und Pferdestall eine Stätte zur Mineralwasserproduktion eingerichtet mit Flaschenspülraum, Anfertigungsraum für Mineralwasser, Keller und Lager. Später wird Flaschenbierhändler Otto Eugen Lehmann Grundstücksbesitzer, ab 1906 die Fa. Bierbrauerei Klein-Crostwitz OHG von F. Oberländer. Das Vorderhaus wird 1996–1998 einer Sanierung und Modernisierung, einhergehend mit dem Ausbau des Dachgeschosses, unterzogen. Hierzu liefert Dipl.-Ing. Architekt Tibor Todt aus Köln die Unterlagen. Ein Antrag für Umbau und Sanierung des ebenfalls denkmalgeschützten Hofgebäudes 1997 wird zunächst versagt (8/2013 noch unsaniert). Baugeschichtlich und ortsentwicklungsgeschichtlich bedeutsames Wohn- und Gewerbegrundstück im Paunsdorfer Erweiterungsgebiet, Zeugnis der Entwicklung um 1900. LfD/2013 | 09262141 |
| Weitere Bilder                          | Mietshaus                                   | Sachsenstraße 20 (Karte)                    | 1901–1902 (Mietshaus) | Mietshaus in halboffener Bebauung; Klinkerfassade, baugeschichtlich bemerkenswerter Wohnhausbau im Stadterweiterungsgebiet vom Ende des 19. Jahrhunderts Gustav Hermann Hessel und Zimmermann Friedrich Karl Schulze beabsichtigten im September 1901 die Errichtung von Wohn- und Seitengebäude auf ihrem in der damaligen Wilhelmstraße gelegenen Baugrundstück, Pläne lieferte der Maurermeister Robert Nimsky. Selbiger übernahm auch Ausführung und Bauleitung. Spiegelbildlich sind hinter der Klinkerfassade pro Etage zwei Wohnungen eingerichtet, mit zwei Stuben, einer Kammer sowie Küche und Toiletten über die Haustreppe. Kräftige Verdachungen über den Fenstern im 1./2. Obergeschoss prägen den mit Kunststeinelementen und reichem gründerzeitlichem Stuck dekorierten Bau, dessen Putznutungen im Erdgeschoss verloren sind. Der Zugang erfolgte über den Hof. Teile der originalen Ausstattung sind erhalten. Baugeschichtlicher Wert als Zeugnis der historistischen Ortserweiterung. LfD/2013 | 09262140 |
| Weitere Bilder                          | Wohnhaus                                    | Seegeritzer Straße 3 (Karte)                | um 1860 (Wohnhaus) | Wohnhaus; eingeschossiger Lehmbau, eines der letzten Zeugnisse der einst dörflichen Bebauung im alten Paunsdorfer Ortskern, baugeschichtlich von Bedeutung | 09262293 |
| Weitere Bilder                          | Mietshaus                                   | Seegeritzer Straße 13 (Karte)               | 1910–1911 (Mietshaus) | Mietshaus in halboffener Bebauung; Putzfassade, baugeschichtlich bedeutsamer Wohnungsbau vom Beginn des 20. Jahrhunderts, Zeugnis der Verstädterung am Rand des alten Ortskerns Zunächst wird 1909 der Bauantrag für ein dreigeschossiges Reihenhaus abgelehnt, da noch ungeklärt ist, „in welcher Ausdehnung die geschlossene Bauweise in Paunsdorf überhaupt zugelassen werden kann“. Diese gilt als bedenklich in der „winkligen und tiefliegenden Teichstraße, die eigentlich nur sechs Meter breit ist“. Geänderte Pläne für ein Mietshaus werden nach Diskussion letztlich im Dezember 1910 genehmigt mit zwei Wohnungen pro Obergeschoss sowie Waschhaus und Stall in der hinteren Grundstücksecke. Entwerfender war der Architekt und Baumeister F. Ernst Schumann aus Paunsdorf, zum 17. Juli 1911 wird der Bauherrin Johanna Rosine verw. Kurth die Ingebrauchnahme gestattet. In den Jahren 1995/1996 Sanierung und Dachausbau nach Plänen des Diplom-Ingenieur Architekten Erich Halmagyi aus Dresden. Die bei nur zwei Geschossen breit gelagerte Putzfassade besitzt ein mittig angeordnetes Hauseingangsportal und ein ausgebautes Mansardgeschoss, die Ausstattung ist in Teilen erhalten. Deutlich wird hier vor allem das Bemühen eines behutsamen Übergangs von der ein- und zweigeschossigen bäuerlichen Bebauungsstruktur des alten um den Dorfteich liegenden Ortskerns hin zu mehrgeschossigem Mietwohnungsbaus in Richtung des Erweiterungsgebietes. Baugeschichtlicher Wert. LfD/2013 | 09292495 |
| Weitere Bilder                          | Wohnhaus                                    | Seegeritzer Straße 17 (Karte)               | um 1820 (Bauernhaus) | Wohnhaus eines Bauernhofes; zweigeschossiger Lehmbau, Putzfassade, baugeschichtlich bedeutsam als eines der letzten Zeugnisse der alten dörflichen Ortslage Paunsdorf | 09292496 |
| Weitere Bilder                          | Österreicherdenkmal Paunsdorf               | Theodor-Heuss-Straße (Karte)                | bezeichnet 1913 (Denkmal) | Österreicherdenkmal Paunsdorf: Denkmal für die in der Völkerschlacht bei Leipzig 1813 Gefallenen; überregionales Geschichtszeugnis, Erinnerungswert, Bedeutung für die Volksbildung, zur Erinnerung an die in der Völkerschlacht gefallenen Österreicher | 09260900 |
| Weitere Bilder                          | ehem. Rathaus                               | Theodor-Heuss-Straße 43 (Karte)             | 1907–1912, bezeichnet 1911 (Rathaus) | Ehemaliges Rathaus, mit Vorplatz und begrüntem Hof; Putzfassade, markanter Solitärbau mit bauhistorischem Wert, im Reformstil der Zeit um 1910, von neoklassizistischer Ausstrahlung, Architekt: Fritz Drechsler, bedeutsames Zeugnis der Ortsentwicklung und der Baugeschichte, Erinnerungswert, Bedeutung für die Volksbildung | 09292483 |
| Weitere Bilder                          | Genezarethkirche Paunsdorf                  | Theodor-Heuss-Straße 45 (Karte)             | im Kern 15. Jh. (Kirche), 1783 (Kirche), 1875 (Kirchturm), 1783 (Kanzelaltar), 1906 (Orgel)                                                                           | Genezarethkirche Paunsdorf: Kirche (mit Ausstattung); Saalkirche mit Westturm von 1875, baugeschichtlich und künstlerisch von Bedeutung, Zeugnis der Ortsgeschichte, exponierte Lage Mit ihrem Westturm weist die Kirche zur ehemaligen Dorfstraße, der heutigen Theodor-Heuss-Straße. In unmittelbarer Umgebung liegen Pfarr- und Gemeindehaus, das ehemalige Rathaus sowie ein sogenanntes Österreicherdenkmal von 1913, welches an die in die in der Völkerschlacht bei Leipzig 1813 gefallenen österreichischen Soldaten erinnert. In der Barockzeit war bereits eine Kirche errichtet worden (1689/1690), die 1783 dem Neubau der heutigen einschiffigen Saalkirche wich. Beteiligt waren der Leipziger Baudirektor Carl Friedrich Dauthe sowie, ebenfalls aus Leipzig, Maurermeister Christian Mattheus Voigt und Zimmermeister Siegmund Riedel. Anstatt des ehemaligen Dachreiters kam 1875 der dem Haupteingang vorgesetzte Turm zur Ausführung, der im Jahr 1993 umfassend saniert wurde. Sanierungen des Äußeren fanden u. a. 1950 und 1970, die des Inneren zuletzt 1981 statt. Durch veränderte Putzstrukturen sowie die Umbauten an der Turmseite ist das frühklassizistische Erscheinungsbild am Außenbau der Kirche nicht mehr klar ablesbar. Gestühl und Wandverkleidungen sind Zeugnisse der Erneuerungen von 1906. Die den Innenraum fassende, prägende und umlaufende Empore bezieht den Kanzelaltar des Erbauungsjahres 1783 mit ein, der das bedeutendste Ausstattungsstück der Kirche darstellt. Bemerkenswert zwei Grabsteine für Dorothea von Thümmel (16. Jahrhundert) und Heinrich Victor Siegmund von Oertzen, der in der Völkerschlacht bei Leipzig am 18. Oktober 1813 fiel. Der die Kirche ehemals umgebende Paunsdorfer Friedhof wurde 1909 eingeebnet und in eine Parkanlage umgestaltet. Städtebaulich unverzichtbarer Akzent im Paunsdorfer Ortsbild, das Gebäude baugeschichtlich, künstlerisch und ortsentwicklungsgeschichtlich von Bedeutung. LfD/2013 | 09291636 |
| Direkt Bild zu diesem Denkmal hochladen | Grabmal                                     | Theodor-Heuss-Straße 45 (Karte)             | nach 1813 (Grabmal) | Grabmal Oertzen; Grabstein für den in der Völkerschlacht bei Leipzig am 18. Oktober 1813 gefallenen preußischen Major von Oertzen, 1909 vom Paunsdorfer Friedhof in die Genezarethkirche umgesetzt, Geschichtszeugnis für die Ortsgeschichte, Dokument der Völkerschlacht bei Leipzig | 09292481 |
| Weitere Bilder                          | Reichsbahnausbesserungswerk, Einzeldenkmale | Werkstättenstraße 4 (Karte)                 | 1905 (Verwaltung, Geb. 64), 1948–1949 (Sozialgebäude, Geb. 25, 25a), 1918 (Kessel- und Maschinenhaus), 1920 (Pumpenbau II, Geb. 47), 1920 (Pumpenbau I, Geb. 46, 46a) | Einzeldenkmale der Sachgesamtheit Reichsbahnausbesserungswerk (RAW) »Einheit« Leipzig-Engelsdorf (siehe Obj. 09305402, Werkstättenstraße 4–8); relativ guter Erhaltungszustand der Gesamtanlage eines Reichsbahnausbesserungswerkes (nur westlicher Teil mit Lokrichtschuppen zu Paunsdorf gehörend), die Hallen repräsentieren den Entwicklungsstand des Industriebaus um die Jahrhundertwende nach 1900, bemerkenswerter Wasserturm von 1954 mit backsteinexpressionistischer Fassade noch in Funktion, eine der relativ großen Anlage dieser Art in Deutschland, von verkehrshistorischer und technikgeschichtlicher Bedeutung: - frühere Lokrichthalle mit innenliegender Schiebebühne und angebautem Lok-Anheizschuppen (Geb. 28 und 28f) und vorhandener Krananlage - vor der Westseite der Lokrichthalle außenliegende Schiebebühnen - frühere Kesselschmiede (Geb. 23) - frühere Rohrschmiede (Geb. 23a) - ehemaliger Pumpenbau I (Geb. 46 und 46a) - ehemaliger Pumpenbau II (Geb. 47) - früheres Lagergebäude und späteres Verwaltungsgebäude (Geb. 64) - Lagergebäude (Geb. 70) - Kesselhaus (Geb. 1 mit Anbauten 1a, 1b und 1d) - ehemaliges TA-Gebäude mit zugehörigem Goldfischteich (Geb. 115, 115a, 115c) - Denkmal für die Gefallenen (vermutlich 1. Weltkrieg) - Sozialgebäude-Speisesaal (Geb. 25 und 25a) - Alte Schmiede-Federschmiede mit noch vorhandener Ausstattung (Geb. 8a, 8b, 8c, 8d, 8f, 8g) - Wasserturm (Geb. 2) - ehemalige Wagenhalle (Geb. 9a) | 08970467 |

## Ehemalige Kulturdenkmale
| Bild                                    | Bezeichnung | Lage                                | Datierung                                      | Beschreibung | ID       |
| --------------------------------------- | ----------- | ----------------------------------- | ---------------------------------------------- | --- | -------- |
| Direkt Bild zu diesem Denkmal hochladen | Ölkeller    | Elisabeth-Schumacher-Straße (Karte) | 1906 (Keller)                                  | Ölkeller mit Erdabdeckung an den Bahngleisen; technisches Denkmal im Ensemble mit anderen Bahnanlagen, wissenschaftlich-dokumentarisch und bauhistorisch bedeutsam (Anm.: nach Begehung nicht mehr vorhanden)                                             | 09262032 |
| Direkt Bild zu diesem Denkmal hochladen | Wohnhaus    | Seegeritzer Straße 7 (Karte)        | um 1820 (Wohnhaus); um 1860 (Alte Kirchschule) | Wohnhaus mit zwei Geschossen (2003 abgebrochen); Fachwerk im Obergeschoss und Krüppelwalmdach, das traufständige Gebäude (Alte Kirchschule), baugeschichtlich und ortsentwicklungsgeschichtlich unverzichtbare Bestandteile im alten Paunsdorfer Ortskern | 09294861 |